# Халифат

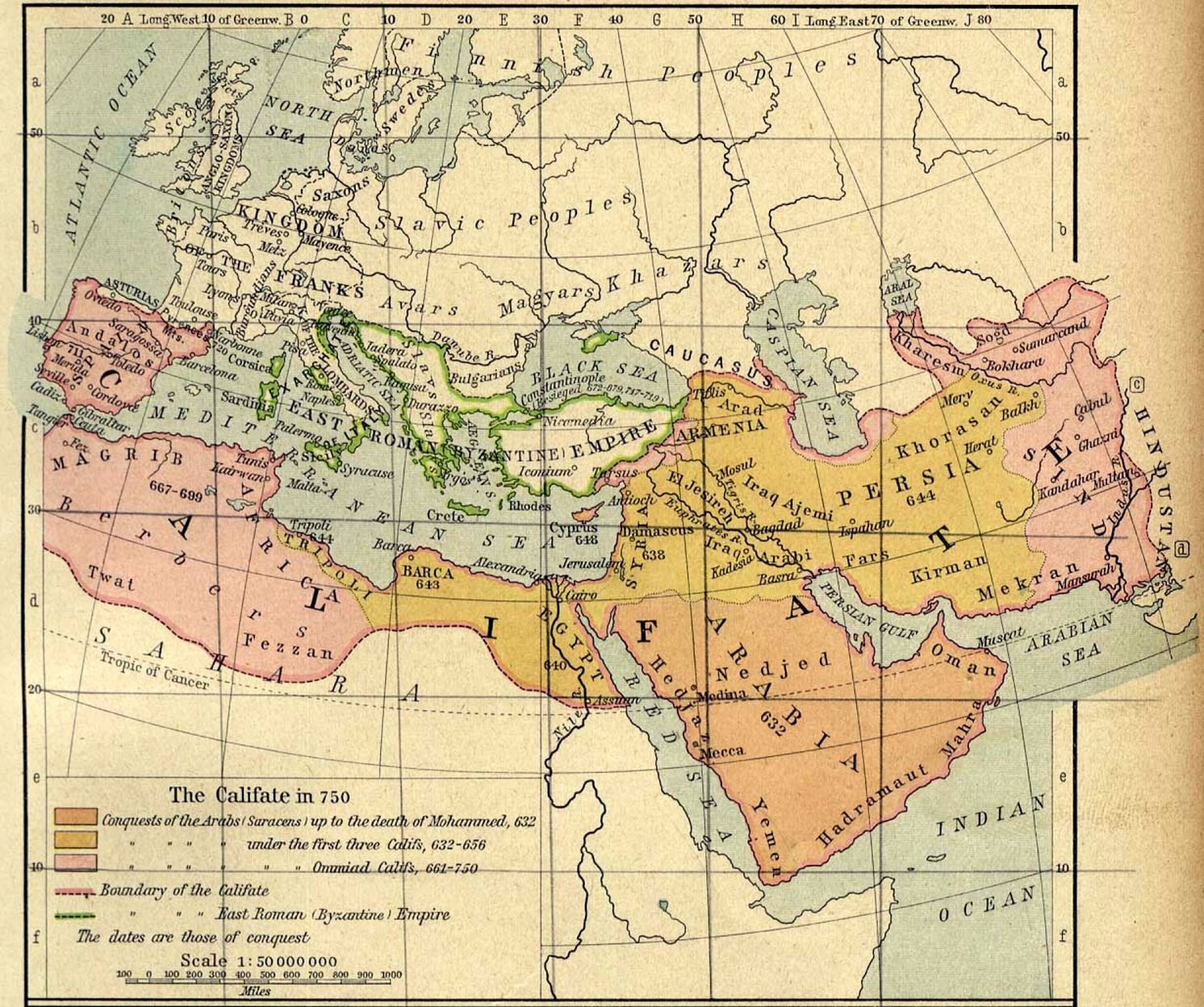
Арабский халифат, 750 год. Разными цветами обозначены владения мусульман на момент смерти Мухаммеда, завоевание первых трех халифов и завоевание Омеядов

Халифа́т (араб. خلافة‎ —  замещение, наследование‎) — первоначально арабо-мусульманское государство, созданное после смерти исламского пророка Мухаммеда и впоследствии возглавляемое халифами («наследниками»), а также система теократического исламского государства.
В средневековый период три крупных халифата сменяли друг друга: Праведный халифат (632–661), Омейядский халифат (661–750) и Аббасидский халифат (750–945/1258). В четвёртом крупном халифате,  Османском халифате, правители  Османской империи претендовали на халифскую власть с 1517 года до тех пор, пока Османский халифат не был формально упразднён в рамках секуляризации Турции в 1924 году. Затем на этот титул претендовал Шериф Мекки, но этот халифат быстро пал после его завоевания  Королевствм Неджд и Хиджаз , оставив претензии в бездействии. На протяжении всей истории ислама несколько других мусульманских государств, почти все из которых были наследственными монархиями, претендовали на звание халифатов.

## История халифата

### Наследие Мухаммеда

Исторические территории исламского государства с 622 по 750 годы:
Территория, контролируемая мусульманами при жизни Мухаммеда, 622–632
В период существования Праведного халифата, 632–661
В период существования Омейядского халифата, 661–750

После смерти Мухаммеда состоялось обсуждение кандидатур на пост главы мусульманской общины, халифа. Эту должность почти единогласно получил Абу Бакр, хотя несколько сподвижников, наиболее видным из которых был Али ибн Аби Талиб. Спустя шесть месяцев Али всё же принес ему присягу на верность.

### Праведный халифат (632–661)
Пра́ведный халифа́т (араб. الخلافة الراشدية‎) — государство, созданное после смерти пророка Мухаммеда в 632 году. Халифат возглавляли четыре праведных халифа: Абу Бакр, Умар ибн аль-Хаттаб, Усман ибн Аффан и Али ибн Абу Талиб. Территория халифата включала Аравийский полуостров, Шам, Кавказ, часть Северной Африки от Египта до Туниса, Иранское нагорье и Среднюю Азию. Праведный халифат положил начало Арабскому халифату.
Список праведных халифов
| № | Каллиграфия имени | Халиф                                             | Начало срока   | Конец срока    | Продолжительность в днях | Прим.                |
| - | ----------------- | ------------------------------------------------- | -------------- | -------------- | ------------------------ | -------------------- |
| 1 |                   | Абу Бакр ас-Сиддик (573—634) араб. أبو بكر الصديق‎ | 8-9 июня 632   | 23 августа 634 | 805-806                  | [ 4 ] [ 5 ] [ 6 ]    |
| 2 |                   | Умар ибн аль-Хаттаб (590—644) араб. عمر بن الخطاب‎ | 23 августа 634 | 3 ноября 644   | 3725                     | [ 7 ] [ 8 ] [ 9 ]    |
| 3 |                   | Усман ибн Аффан (573/576—656) араб. عثمان بن عفان‎ | 6 ноября 644   | 17 июня 656    | 4241                     | [ 10 ] [ 11 ] [ 12 ] |
| 4 |                   | Али ибн Абу Талиб (600—661) араб. علي بن أبي طالب‎ | 18 июня 656    | 28 января 661  | 1685                     | [ 15 ] [ 16 ] [ 17 ] |
| 5 |                   | Хасан ибн Али (625—670) араб. الحسن بن علي‎        | 29 января 661  | август 661     | 201                      | [ 18 ] [ 19 ] [ 20 ] |

В ибадитском исламе праведными считаются только первый и второй халифы — Абу Бакр и Умар ибн Хаттаб.
В шиитском исламе праведным обычно считается только четвёртый халиф — Али ибн Абу Талиб. Однако в зейдитской ветви шиизма к первым трём халифам также относятся с большим почтением.

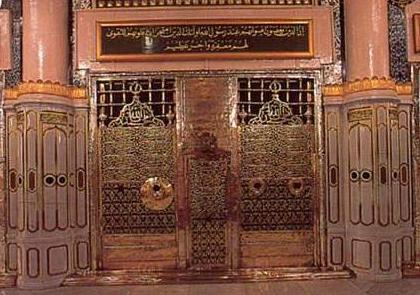
Гробницы халифов Абу Бакра и Умара (справа) в Медине, современная Саудовская Аравия.

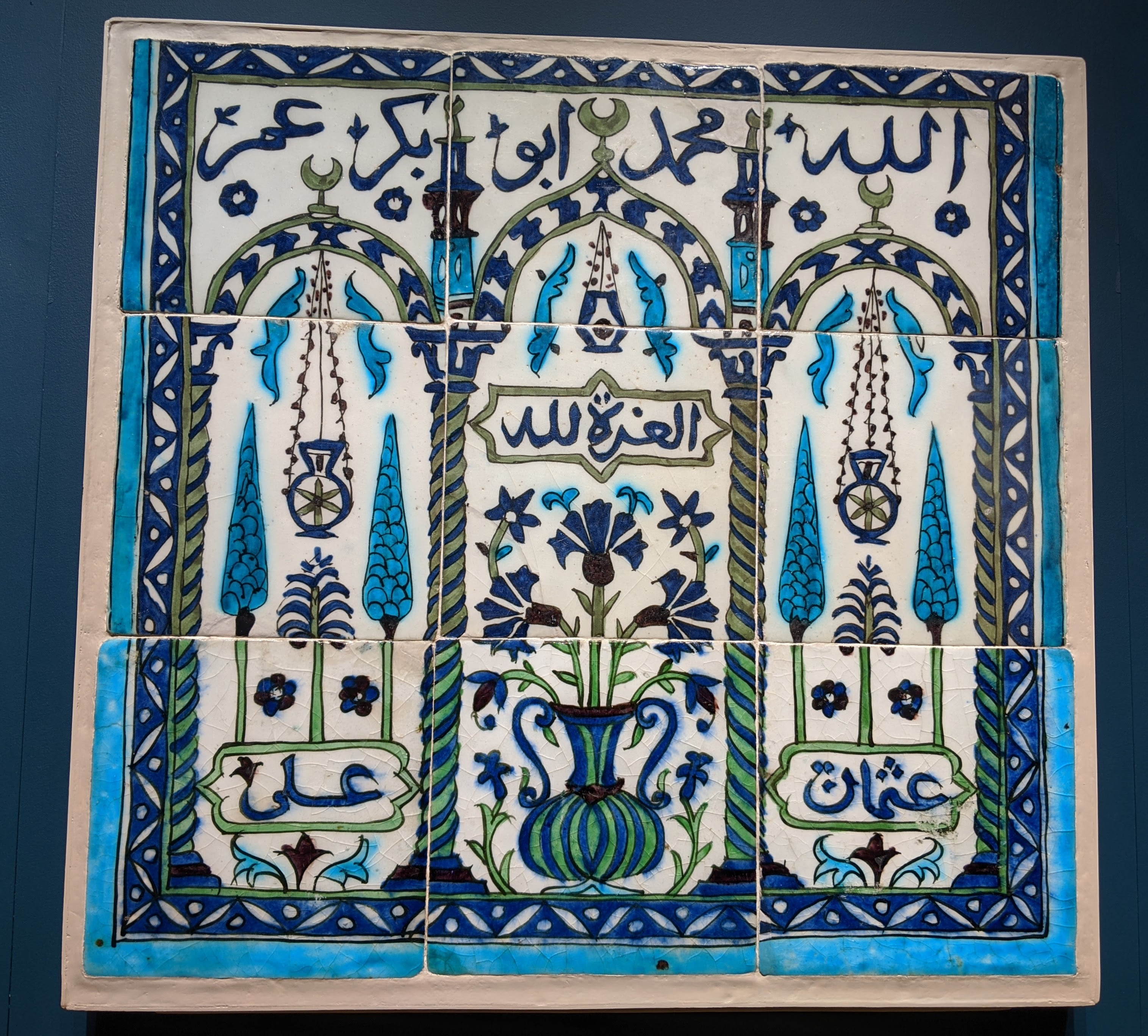
Сирийская плиточная панель (около 1600 г.) с именами четырёх праведных халифов

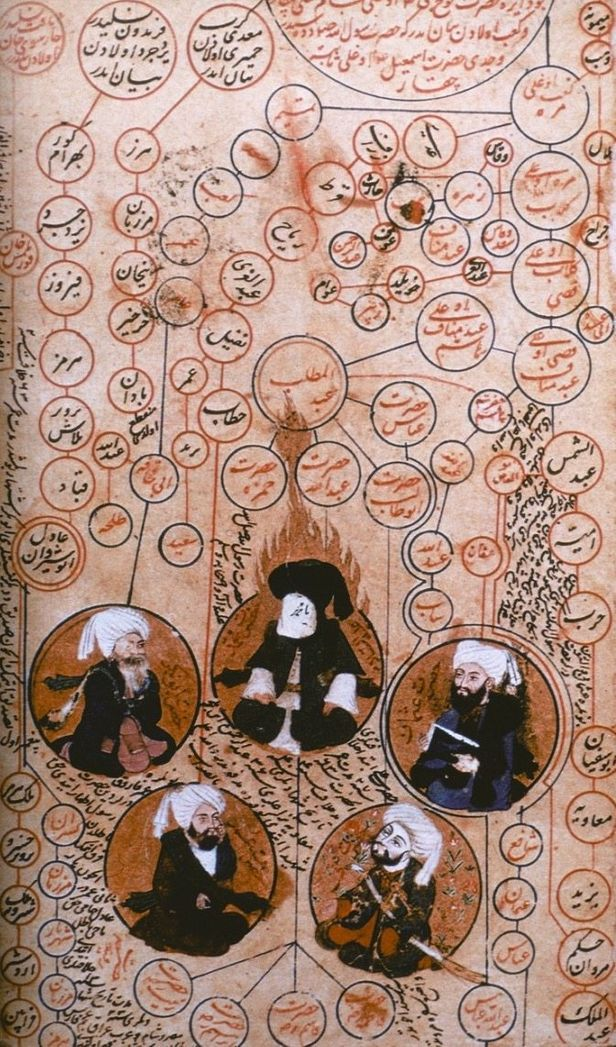
Османские миниатюрные картины с изображением Мухаммеда (в центре) и равидунских халифов Абу Бакра, Умара, Усмана и Али, ок.XVI век

Абу Бакр был самым старым сподвижником пророка Мухаммада. После его смерти в 632 году группа авторитетных мединцев из числа ансаров стала обсуждать, кто из них должен стать преемником пророка Мухаммада в управлении делами молодого мусульманского государства. Решительность Умара ибн аль-Хаттаба позволила Абу Бакру стать первым халифом («халифа расуль Аллах», «Заместитель посланника Аллаха») и приступить к распространению ислама.
С первых дней после своего назначения Абу Бакру пришлось столкнуться с трудностями. Некогда верные исламу арабские племена отошли от исламской общины, угрожая её единству и стабильности. Вероотступничество (ридда) началось ещё при жизни пророка Мухаммеда, однако войны с вероотступниками начались уже после его смерти. Отступничество было настолько большим, что оно затронуло все племена в Аравии, за исключением Хиджаза (Мекка и Медина), племён Сакиф из ат-Таифа и Азд из Омана. Некоторые племена отказались выплачивать обязательную милостыню (закят), что тоже было расценено как отход от основных принципов ислама. Некоторые вожди племён сделали претензии на пророчество (Мусайлима, Саджах, Тулайха и др.).
В центральной Аравии движение отступничества возглавил лжепророк Мусайлима. Абу Бакр разделил мусульманскую армию на 11 отрядов, самым сильным из которых был отряд Халида ибн аль-Валида. Халид был направлен в самые трудные места и победил во всех сражениях, в том числе и Мусайлиму в Ямаме. В течение года продолжались военные действия против вероотступников, закончившиеся победой Абу Бакра и объединением арабских племён.
После подавления мятежей Абу Бакр начал завоевательные войны за пределами Аравийского полуострова. В 633 г. Абу Бакр послал Халида ибн аль-Валида в Ирак, который был одной из богатейших провинций Сасанидской империи. После этого он отправил 4 армии в Сирию и в 634 году перебросил туда же армию Халида ибн аль-Валида.
В 634 году Абу Бакр заболел и перед смертью завещал назначить халифом Умара ибн аль-Хаттаба. Новый халиф продолжил завоевательные войны против Сасанидов, Византии и Египта. Некогда сильные государства, Византия и Персия изнурили друг друга, что позволило войскам Халифата легко одолеть их. К 640 году вся Месопотамия, Сирия и Палестина отошли под контроль Халифата. В 642 был захвачен Египет, а ещё через год — вся Персидская империя.

Одна из редких археологических находок, возможно раннего исламского периода; транскрипция недатированной наскальной надписи, найденной в Саудовской Аравии в 2012 году, без определений, таких как халиф или амир аль-муминин, которая, как утверждается, является подписью Умара

Умар ибн аль-Хаттаб заложил основы политической структуры Халифата. Он создал диван — эффективную систему налогообложения. Все наместники (амиры) назначались непосредственно халифом. Умар ввёл в обращение календарь, ведущий свой отчёт от переселения (хиджра) пророка Мухаммада из Мекки в Медину. В 644 году Умар был смертельно ранен персидским рабом Абу Лулу Фирузом.
Перед смертью Умар ибн аль-Хаттаб назначил совет из шести человек, которые должны были выбрать халифа из их числа. Все претенденты были курайшитами. Совет уменьшил количество претендентов до двух (Усман и Али) и избрал на пост халифа Усмана ибн Аффана.
Усман ибн Аффан правил двенадцать лет. Несмотря на внутренние проблемы, Усман продолжил завоевательные войны своих предшественников. Армия Халифата завоевала Северную Африку, прибрежные районы Пиренейского полуострова и полностью завоевала империю Сасанидов, дойдя до нижнего течения реки Инд. При Усмане был окончательно собран Коран.
В 656 году Усман ибн Аффан был убит.
После убийства третьего халифа Усмана ибн Аффана сподвижники пророка Мухаммеда выбрали новым халифом Али ибн Абу Талиба. Вскоре после этого Али уволил ряд наместников, некоторые из которых были родственниками Усмана, и заменил их своими доверенными лицами. При Али столица Халифата была перенесена из Медины в Куфу.
После убийства Усмана часть населения Халифата во главе с Зубайром, Тальхой и Айшой выступила с требованием наказать преступников. Собранная армия вошла в Басру и казнила около 4 000 подозреваемых в смерти Усмана. В Басру прибыл халиф Али со своим войском для ведения переговоров с восставшими. Согласно суннитским источникам, виновные в смерти Усмана инициировали боевые действия, боясь, что переговоры между Али и восставшими закончатся их преследованием и казнью. Сражение между Али и восставшими является первой битвой между мусульманами и известна как «битва верблюда». Халиф Али одержал победу, Тальха и Зубайр были убиты в бою, а жена пророка Мухаммада Аиша была отправлена в Медину в сопровождении Хасана ибн Али.
После этого наместник халифа в Сирии Муавия, который был родственником Усмана, отказался присягнуть халифу до тех пор, пока убийцы Усмана не будут наказаны. Между Али и Муавией произошла битва в Сиффине, закончившееся третейским судом и исходом частью недовольных (хариджиты). В результате Али потерял контроль над большей частью территории Халифата.
В 661 г. Али был убит хариджитом Ибн Мулджамом. Хариджиты надеялись убить «виновников» раскола мусульманской общины — Али, Муавию и Амра ибн аль-Аса, — однако убить Муавию им не удалось.
Хасан ибн Али договорился с Муавией о том, чтобы после смерти второго власть в Халифате перешла к Хасану, но смерть Хасана в 661 г. развязала руки Муавии, который завещал трон своему сыну Язиду и основал династию правителей. Создание в том же году Омейядского халифата положило конец халифату праведных халифов.

### Омейядский халифат (661–750)

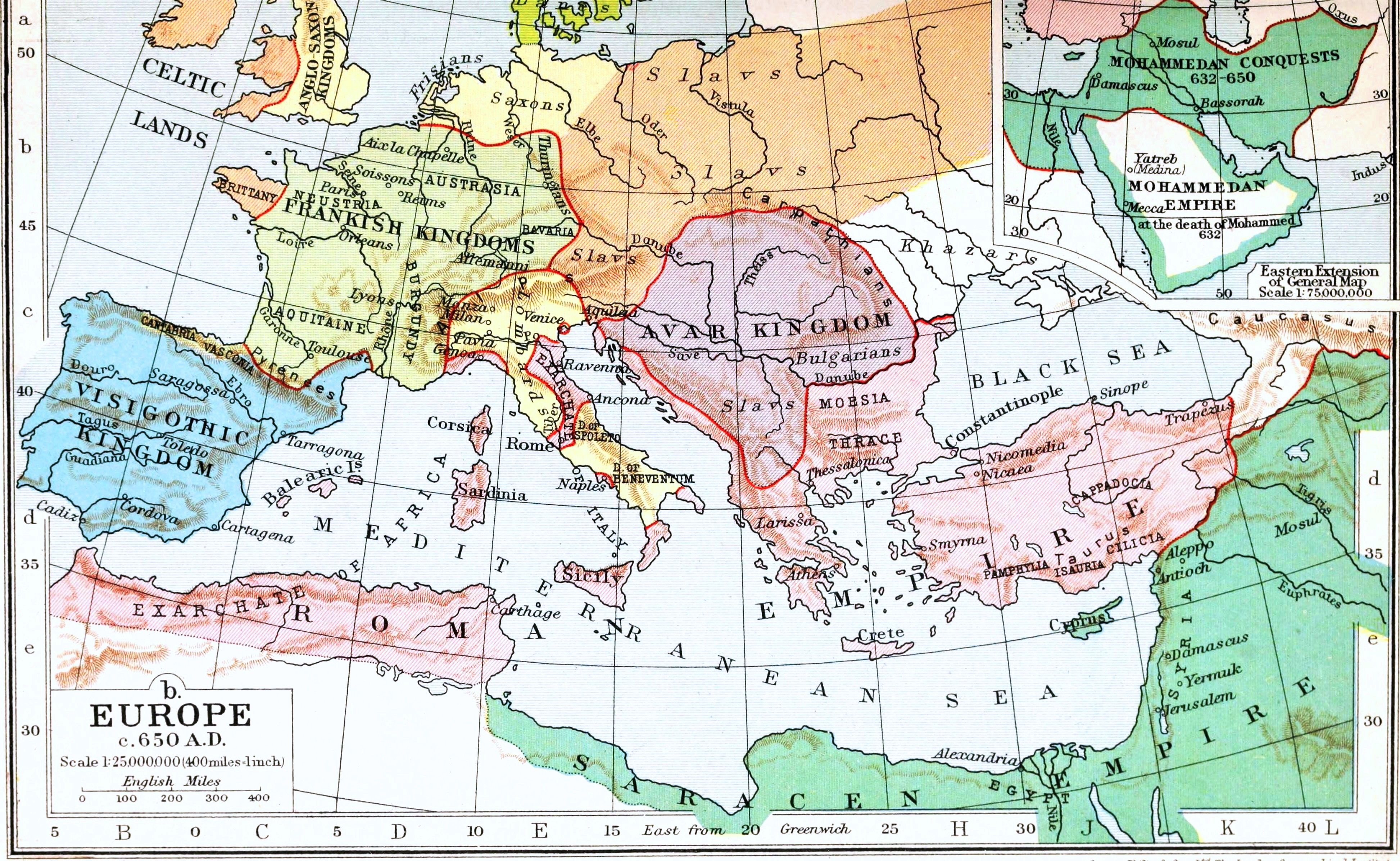
Византия и Омейядский халифат около 650 г.

Омейядский халифат около 740 г.

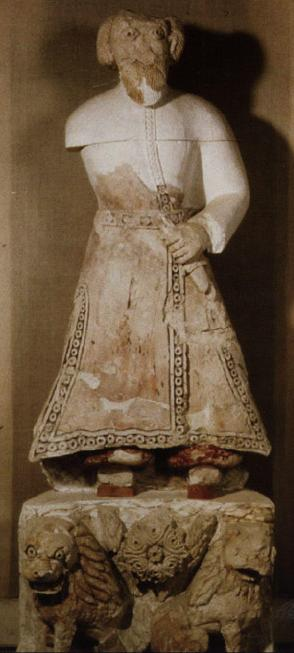
Арабский император (халиф), 740 годы

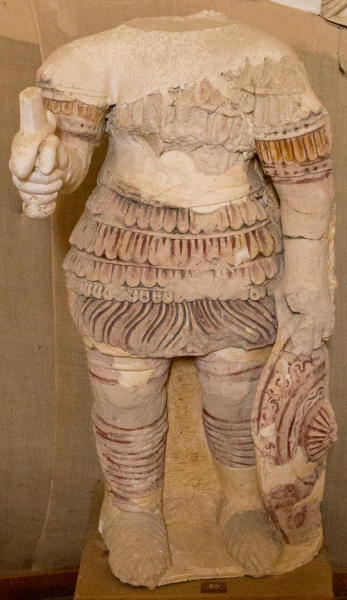
Арабский солдат, 8 век. Левант. Дворец Хибра аль-Маджир. Музей Рокфеллера

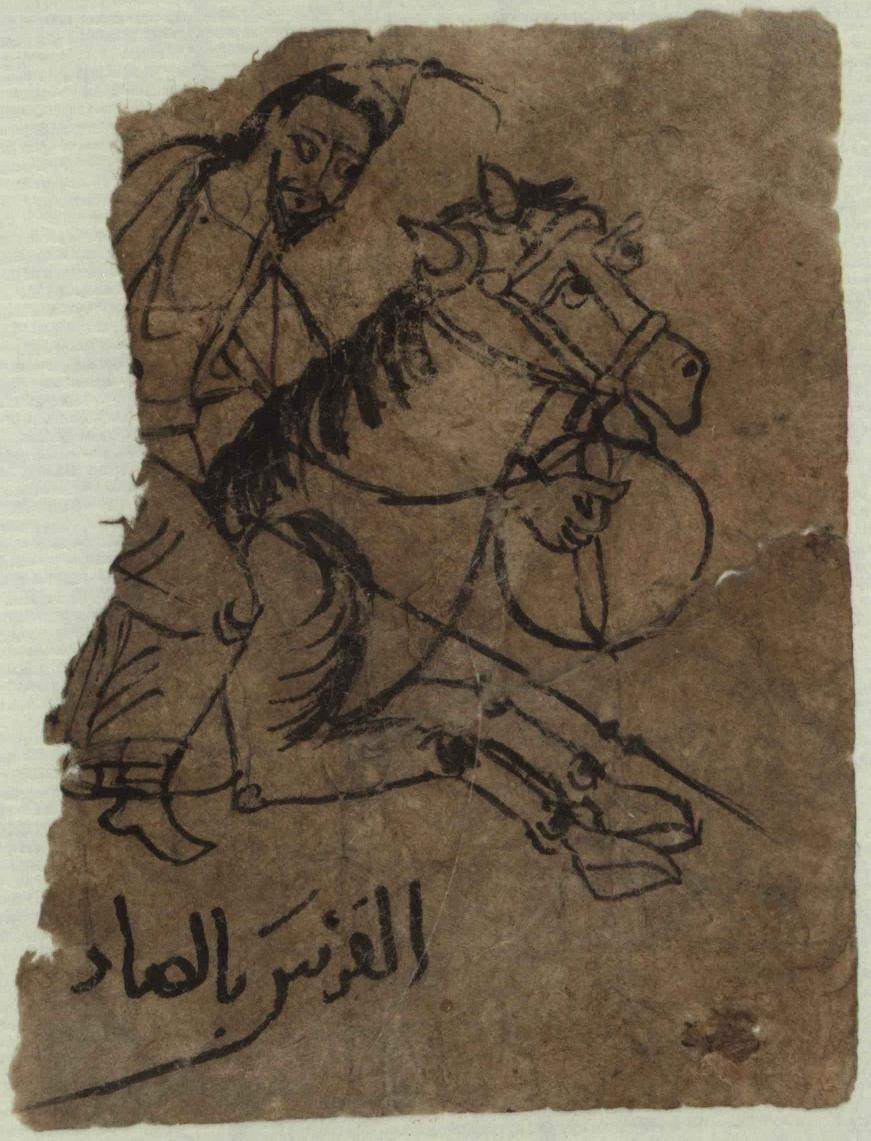
Арабский всадник 10 века

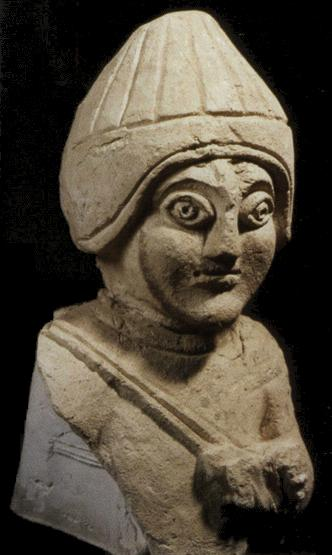
Арабский солдат, 8 век. Хирбат аль-Маджир. Музей Рокфеллера

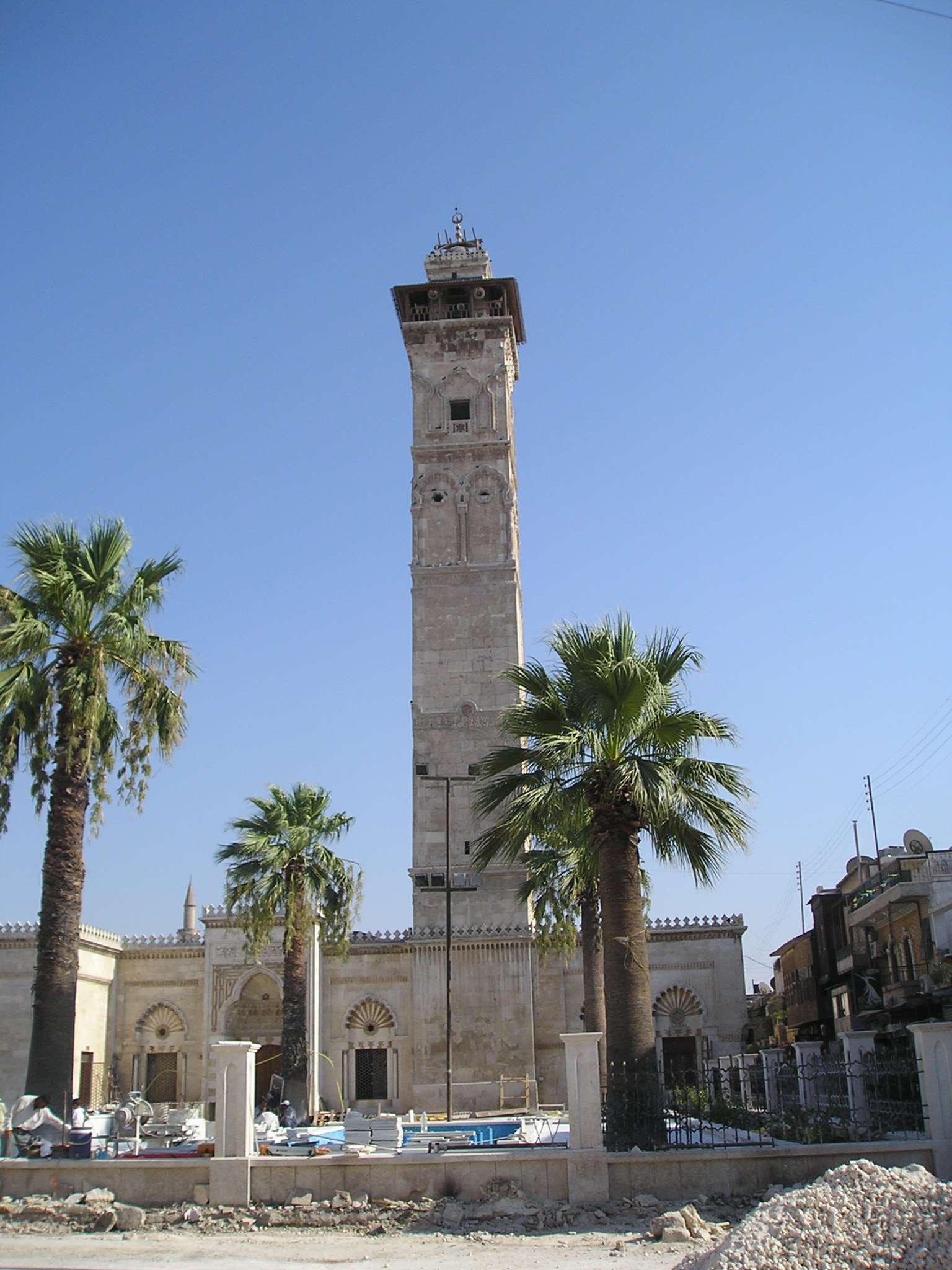
Великая мечеть Алеппо, построенная в VIII в.

Личная династия Муавии, «Суфьяниды» (потомки Абу Суфьяна), правила с 661 по 684 год, пока не появился его внук Муавия II. Правление Муавии I было отмечено внутренней безопасностью и внешней экспансией. На внутреннем фронте зафиксировано только одно крупное восстание — восстание Худжра ибн Ади в Куфе. Худжр ибн Ади поддержал претензии потомков Али на халифат, но его движение было легко подавлено наместником Ирака Зиядом ибн Аби Суфьяном. Худжр, который был сахабом (сподвижником Мухаммеда), был приговорен Муавией к смертной казни за поддержку Али.
Муавия также поощрял мирное сосуществование с христианскими общинами Сирии, даруя своему правлению «мир и процветание как для христиан, так и для арабов», одним из его ближайших советников был Сарджун ибн Мансур, отец Иоанна Дамаскина. В то же время он вёл непрестанную войну против Византийской империи. Во время его правления Родос и Крит были оккупированы, и было предпринято несколько нападений на Константинополь. После их неудачи, столкнувшись с масштабным христианским восстанием Мардаитов, Муавия заключил мир с Византией. Муавия также руководил военной экспансией в Северной Африке (основание Кайруана) и в Центральной Азии (завоевание Кабула, Бухары и Самарканда).
В 680 году Муавию сменил его сын Язид I. Этому наследственному восшествию на престол противостояли многие видные мусульмане, в первую очередь Абдуллах ибн аз-Зубайр, сын сподвижника Мухаммеда, и Хусейн ибн Али, младший сын Али. Возникающий в результате конфликт известен как Вторая фитна. Ибн аль-Зубайр бежал из Медины в Мекку, где он оставался в оппозиции до самой своей смерти. Жители Куфы пригласили Хусейна в свой город и подняли восстание против Омейядов. Однако Язид I предотвратил этот союз, захватив Куфу, а Хусейн и его семья были перехвачены на пути в Куфу в битве при Кербеле, в которой Хусейн и члены его семьи были убиты. Известие о смерти Хусейна подпитывало дальнейшие оппозиционные движения, одно из которых было сосредоточено в Медине, а другое-вокруг хариджитов в Басре. В 683 году армия Язида подавила медийскую оппозицию в битве при аль-Харре, а затем осадила Мекку. Во время этой кампании широко распространенное разграбление и разрушение как Большой мечети в Медине, так и Каабы в Мекке вызвало глубокое возмущение и стало главным поводом для осуждения Омейядов в более поздних историях этого периода.
Омейядский халифат продолжил завоевательную политику Праведного халифата и завоевал Северную Африку, южную часть Пиренейского полуострова, Среднюю Азию, Синд, Табаристан и Джурджан.
Верховным собственником всех земель халифата выступало государство, в ведении которого находился земельный фонд завоеванных, конфискованных либо переходивших в его собственность после смерти владельца, не имевшего прямого наследника. Государство взимало с землевладельцев поземельный налог (ушр и харадж).
Начиная с северо-западных африканских владений халифата, серия набегов на прибрежные районы Вестготского королевства проложила путь к постоянной оккупации большей части Иберии Омейядами (начиная с 711 года) и далее в Юго-Восточную Галлию (последний оплот в Нарбонне в 759 году). Правление Хишама ознаменовалось окончанием экспансии на Западе после поражения арабской армии франкам в битве при Пуатье в 732 году. В 739 году в Северной Африке вспыхнуло крупное берберское восстание, которое, вероятно, стало самой крупной военной неудачей в правление халифа Хишама. Из него возникли некоторые первые мусульманские государства за пределами халифата. Это также считается началом независимости Марокко, поскольку Марокко никогда больше не попадет под власть восточного халифа или какой-либо другой иностранной державы до XX века. За этим последовал крах власти Омейядов в Аль-Андалусе. В Индии арабские армии были разбиты южноиндийской династией Чалукья и североиндийской династией Гурджара-Пратихара в VIII веке, и арабы были изгнаны из Индии.

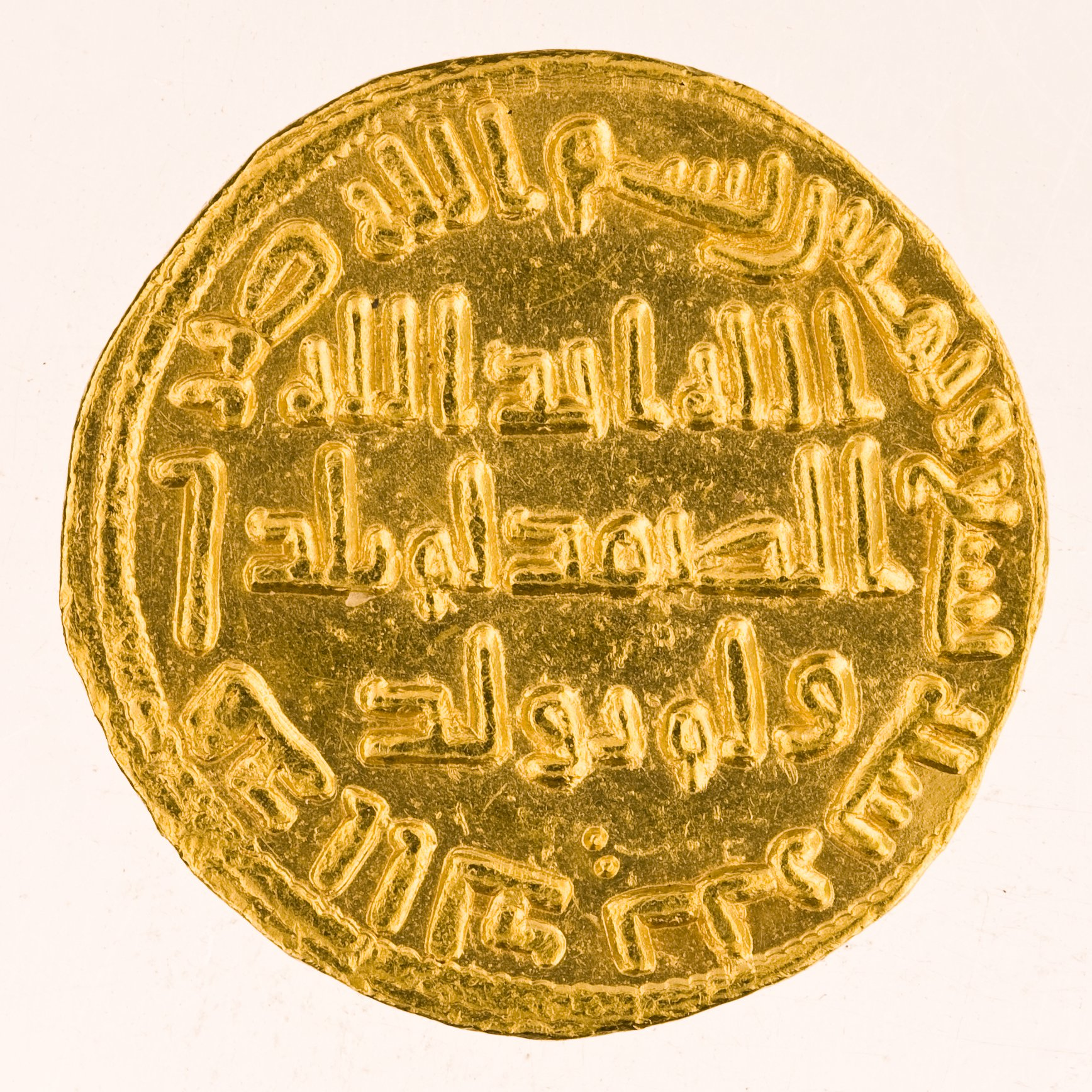
Золотой динар аль-Валида I, 707—708 гг.

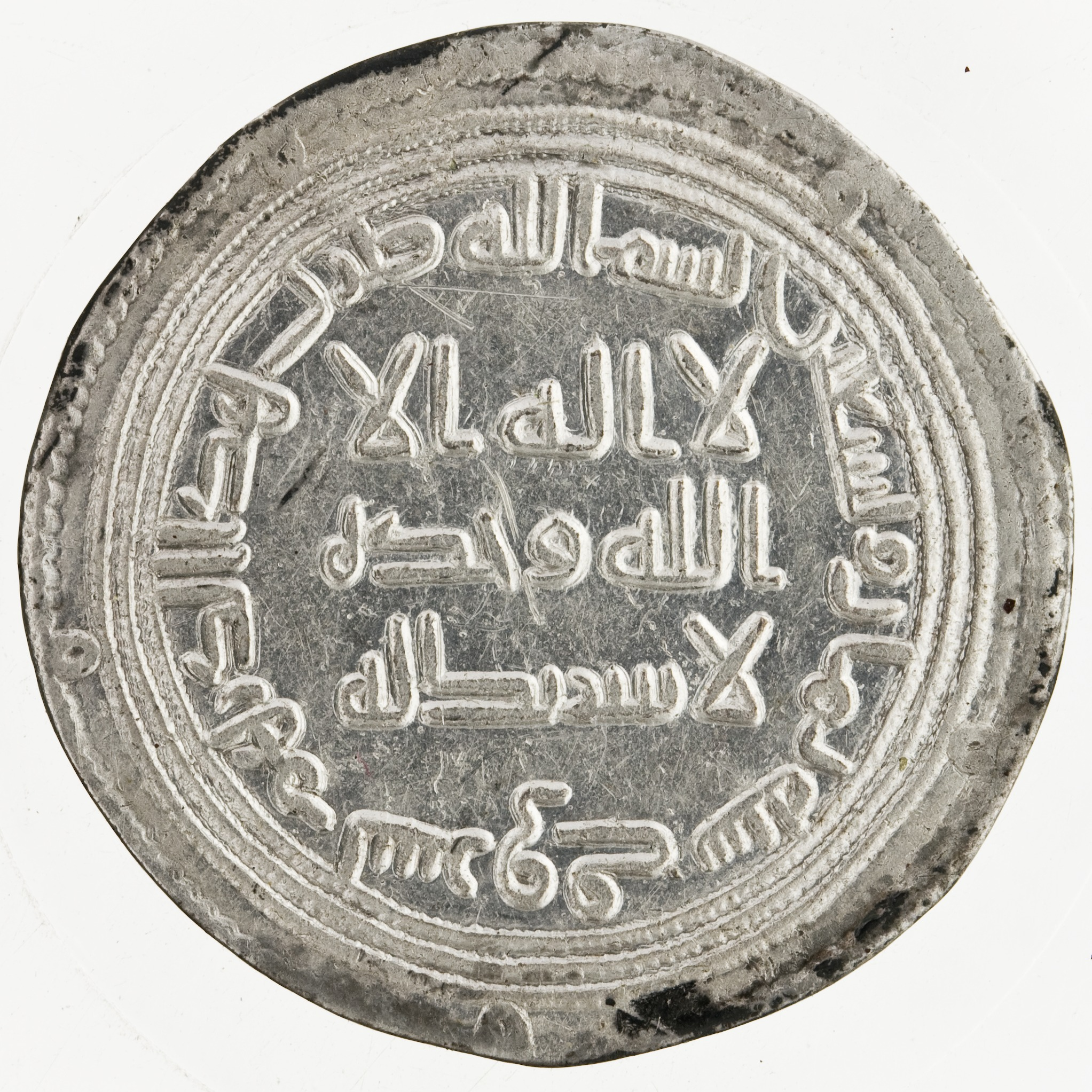
Серебряный дирхем Сулейман ибн Абдул-Малика, 716—717 гг.

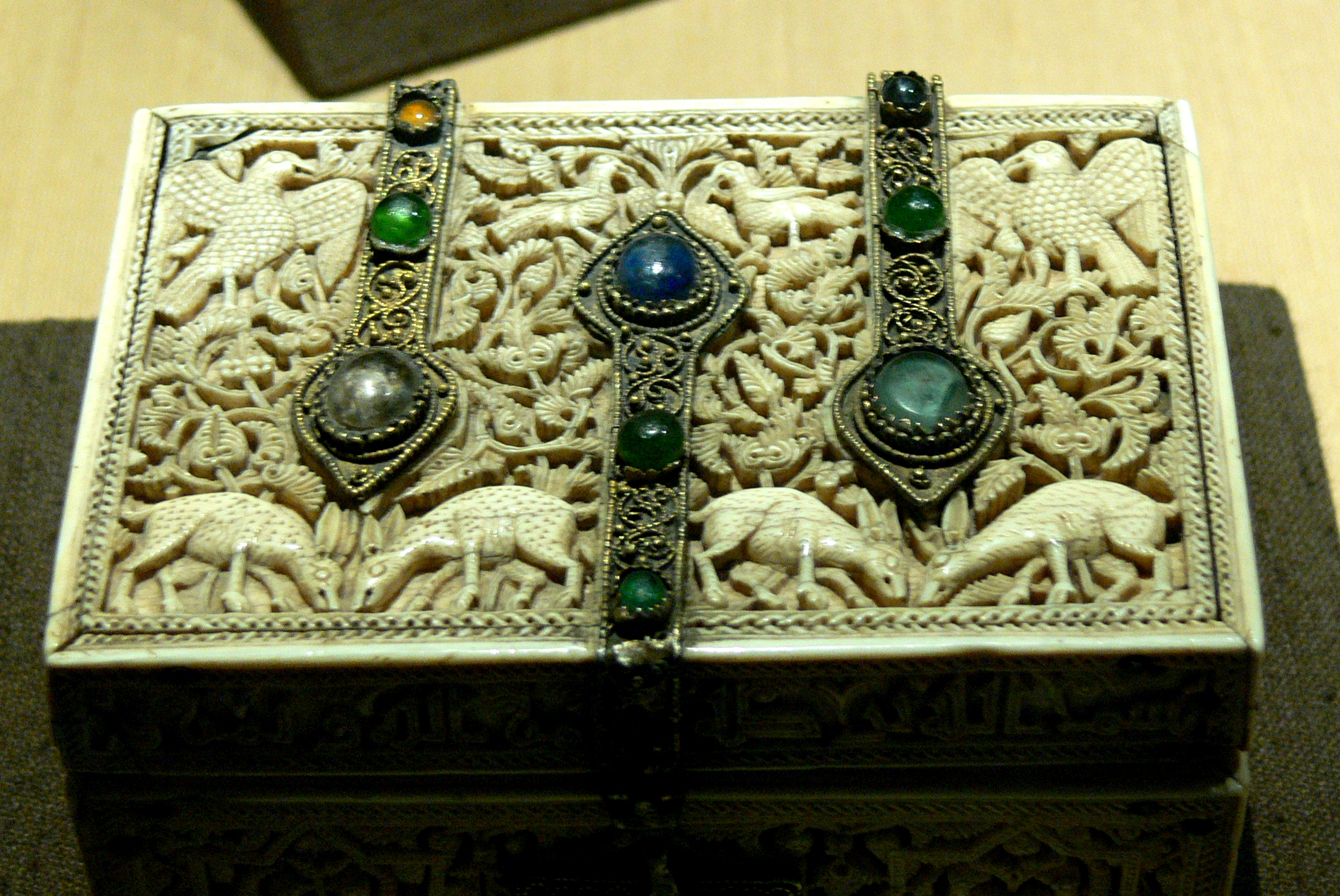
Омейядская шкатулка из слоновой кости, IX в.

Немусульманские группы в Омейядском халифате, включавшие христиан, иудеев, зороастрийцев и язычников, назывались зимми. Им был предоставлен юридически защищенный статус граждан второго сорта, поскольку они признавали политическое превосходство правящих мусульман, то есть платили налог, известный как джизья, который мусульмане не должны были платить, а вместо этого платили налог закят.
Христиане и евреи все еще продолжали производить великих богословских мыслителей в своих общинах, но со временем многие интеллектуалы обратились в ислам, что привело к отсутствию великих мыслителей в немусульманских общинах. К числу важных христианских писателей периода Омейядов относятся богослов Иоанн Дамаскин и епископ Косма Маюмский.
Хотя немусульмане не могли занимать самые высокие государственные посты в империи, они занимали много бюрократических должностей в правительстве. Важным примером христианской занятости в правительстве Омейядов является работа Сарджуна ибн Мансура. Он был Мелкитским христианским чиновником раннего Омейядского халифата. Сын видного византийского чиновника Дамаска, он был фаворитом ранних Омейядских халифов Муавия I и Язида I и служил главой финансового управления Сирии с середины VII века до 700 года, когда халиф Абдуль-Малик ибн Марван уволил его в рамках своих усилий по арабизации управления халифатом. Согласно мусульманским историкам аль-Балазури и Ибн Джарир ат-Табари, Санджур был мавлой первого омейядского халифа Муавия I (661—680), исполняющий обязанности его «секретаря и лица, ответственного за его дела». Агиографии, хотя и менее достоверные, также приписывают ему определенную роль в управлении Дамаском и его окрестностями, даже в качестве «правителя» (архонта или даже эмира), где он отвечал за сбор доходов. В этом качестве он засвидетельствован в более поздних сборниках исходного материала, таких как аль-Масуди. Сарджуна ибн Мансура сменил Сулейман ибн Саад аль-Хушани, еще один христианин.
Брак Муавии с Майсун бинт Бахдал (матерью Язида) был политически мотивирован, поскольку она была дочерью вождя кальбитов, которое было большим сирийским христианским арабским племенем в Сирии. Кальбиты оставались в основном нейтральными, когда мусульмане впервые вошли в Сирию. После чумы, от которая погибла большая часть мусульманской армии в Сирии, женившись на Майсун, Муавия использовал сирийских христиан против византийцев.
Том Холланд пишет , что Муавия хорошо обращался с христианами, иудеями, самаритянами и манихеями. Муавия даже восстановил Эдесский собор после того, как он был разрушен землетрясением. В его время процветала справедливость, и в подвластных ему областях царил мир.
Для централизации государства была восстановлена почтовая служба, создана центральная казна и государственный архив (диван аль-хатим). Массовый переход в ислам покорённых народов и процесс концентрации в руках мусульман земель, принадлежавших местному немусульманскому населению, привели к резкому уменьшению государственных доходов. В 700 году наместник Ирака Хаджадж ибн Юсуф (694—714) обнародовал закон, согласно которому новообращённые мусульмане не освобождались от уплаты джизьи, а переход земли к мусульманам не освобождал от уплаты хараджа. Данное положение было отменено халифом Умаром ибн Абдул-Азизом в 718—719 годах. Преемники халифа Умара восстановили политику его предшественников, что вызвало новую волну антиомейядских выступлений. В результате восстания под руководством Абу Муслима власть перешла к Аббасидам.
Семья Муавии I, в том числе его предки Абу Суфьян ибн Харб и его жена Хинд бинт Утба, изначально были противниками ислама и особенно Мухаммеда до завоевания Мекки, но в 630 году они обратились в эту религию.
Однако, во многих ранних исторических книгах, например, в книге «Исламское завоевание Сирии Фатухушам» аль-Имама аль-Вакиди, говорится, что после их обращения в ислам Мухаммед назначил командирами армии отца Муавии I Абу Суфьяна ибн Харба и его брата Язида ибн Аби Суфьяна. Муавия I, Абу Суфйан ибн Харб, Язид ибн Аби Суфйан и Хинд бинт Утбах сражался в битве при Ярмуке. Поражение византийского императора Ираклия в битве при Ярмуке открыло путь мусульманской экспансии в Иерусалим и Сирию.
В 639 году Муавия был назначен правителем Сирии вторым халифом Умаром, после того как два предыдущих правителя—его брат Язид ибн Аби Суфьян и до него Абу Убайда ибн аль-Джаррах—умерли от чумы вместе с 25 000 другими людьми. Амр ибн аль-Ас был послан, чтобы взять на себя византийскую армию в Египте. Умар попросил Муавию защитить его от ожидаемого нападения византийцев.
Затем Муавия приступил к созданию союзников. Муавия женился на Майсум, дочери вождя кальбитов, крупного яковитского христианского арабского племени в Сирии. Его брак с Мэйсум был политически мотивирован. Кальбиты оставались в основном нейтральными, когда мусульмане впервые вошли в Сирию. Теперь Муавия мог использовать христиан-яковитов, чтобы восстановить ряды истощенной чумой армии против византийцев. Жена Муавии Майсум (мать Язида) также была христианкой-яковиткой. Имея ограниченные ресурсы и византийцев сразу за границей, Муавия работал в сотрудничестве с местным христианским населением. Чтобы остановить притеснения византийцев с моря во время арабо-византийских войн, в 649 году Муавия создал флот, который был укомплектован христианами-монофизитами, коптами и яковитами — сирийскими христианскими моряками и мусульманскими войсками.
Муавия был одним из первых, кто осознал всю важность наличия флота; пока византийский флот мог беспрепятственно плавать по Средиземному морю, береговые линии Сирии, Палестины и Египта никогда не будут в безопасности. Муавия вместе с Адбуллой ибн Саадом, новым правителем Египта, успешно убедили Усмана дать им разрешение на строительство большого флота на верфях Египта и Сирии.
Первым настоящим морским сражением между мусульманским и византийским флотом было так называемое «сражение мачт» («зат ас-савари») при Фениксе у берегов Ликии в 655 году, где в результате мусульманской победы открылось Средиземное море.

Халифы омеядского халифата
| Имя          | Годы правления | Правление |
| ------------ | -------------- | --- |
| Муавия I     | 661—680        | Муавия вёл войну с Византией в Северной Африке, где его армии захватили Ливию. Он также осадил Константинополь в 674—677 годах. В 678 году флот Муавия был сожжён под Константинополем. |
| Язид I       | 680—683        | Был конкурентом Алидов и политическим конкурентом имама Хусейна ибн Али. Посланный наместником Убайдуллахом войска разбили при Кербеле сторонников Хусейна. |
| Муавия II    | 683—684        | Не проявлял интереса к политике и заявлял, что стал халифом лишь по ошибке в силу действия наследственного принципа передачи власти. Его правление прошло под знаком конфликта с Абдуллахом ибн аз-Зубайром, провозглашённым незадолго перед этим халифом своими сторонниками. |
| Марван I     | 684—685        | Одержал победу над полководцами своего соперника, Абдуллаха ибн аз-Зубайра, после чего был признан в Сирии, Египте и Месопотамии. |
| Абдул-Малик  | 685—705        | Направил войска под командованием эмира аль-Хаджаджа ибн Юсуфа на восстановление владычества Омейядов на всей территории исламского халифата. В 697 году было подавлено начавшееся в 692 году выступление хариджитов. Государственное единство халифата было восстановлено. Кроме того, был завоёван ряд новых земель, особенно в Средней Азии и Северной Африке.                                                                                    |
| Аль-Валид I  | 705—715        | При нём была продолжена активная территориальная экспансия Арабского халифата, завоёваны обширные территории на Пиренейском полуострове, в Средней Азии и долине Инда. |
| Сулейман     | 715—717        | Был приведён к власти противниками группировки умершего (714) военачальника аль-Хаджжаджа, в результате чего после прихода Сулеймана к власти подверглись репрессиям и были казнены многие сторонники этой группировки, включая таких знаменитых полководцев Халифата, как Кутейба ибн Муслим и Мухаммад ибн Касим. |
| Умар II      | 717—720        | Умар кардинально преобразовал социальную организацию общества. Он дал подданным свободу передвижения, выстроил постоялые дворы для путников, вырыл колодцы, построил дороги. Халиф проводил активную проповедническую политику, поощрял и почитал богословов. |
| Язид II      | 720—724        | Его армия противостояла хариджитам, с которыми Умар II пытался вести переговоры. |
| Хишам        | 724—743        | Унаследовав халифат от своего брата Язида II, Хишам столкнулся со многочисленными проблемами: поражения от хазар (Битва при Ардебиле) на Кавказе и от тюргешей в Средней Азии, восстание индуистов Синда под руководством Джай Сингха. |
| Аль-Валид II | 743—744        | Валид взошёл на престол после смерти Хишама 6 февраля 743 года. Ат-Табари цитирует несколько стихотворений Валида. Когда Валид определил двух своих сыновей от рабыни наследниками, возникла острая напряжённость внутри семьи, которая привела к его убийству. Валиду наследовал его двоюродный брат Язид III. |
| Язид III     | 744            | За время правления Язида III произошли серьезные волнения в некоторых провинциях халифата (Палестине, Армении и Азербайджане). Помимо этого произошёл раскол внутри династии Омейядов. |
| Ибрахим      | 744            | Он был халифом всего 70 дней. Убит 25 января 750 года. |
| Марван II    | 744—750        | Став халифом, Марван за полтора года подавил восстание в Сирии; Месопотамия, вышедшая из-под его контроля, была по частям отвоевана у хариджитов, но на востоке внезапно гигантские размеры приняло восстание шиитов. В 750 году армия Марвана, старавшегося преградить шиитам путь в Месопотамию, потерпела сокрушительное поражение от Абу Муслима (выступавшего от имени Аббасидов и шиитов) в битве на реке Большой Заб, северном притоке Тигра. |

### Аббасидский халифат (750–1258)

##### Происхождение. Обоснование притязаний на власть
Претендуя на верховную власть, Аббасиды аргументировали это тем, что Омейяды, хотя и происходили из племени курайшитов, к роду исламского пророка Мухаммеда, то есть к Хашимитам, не принадлежали. Сами Аббасиды же вели своё происхождение от его дяди аль-Аббаса ибн Абд аль-Мутталиба из мекканского рода Хашим. Последний приходился братом отцу Мухаммеда, Абдуллаху, и отцу Али, Абу Талибу. Первоначально Аббасиды не играли значительной роли в государственных делах. Но по мере того, как в халифате росло недовольство правящей династией Омейядов, значение этого рода возрастало. Вследствие своего близкого родства с Алидами Аббасиды смогли рассчитывать в борьбе за власть на поддержку шиитов. Праправнуку Аббаса, Мухаммаду ибн Али ибн Абдалле, удалось в начале VIII века заручиться поддержкой нескольких шиитских кланов, которые признали его своим имамом. Ибн ат-Тиктака писал, что он получил имамат от одного из шиитских имамов Абу Хашима Абдаллы, который, умирая, объявил его своим преемником.
Халифы Арабского халифата в период с 750 по 1258 год происходили из династии Аббасидов.
| №                        | Имя                      | Правление        | Примечание |
| ------------------------ | ------------------------ | ---------------- | --- |
| Могущество               |                          |                  | |
| 1                        | Абуль-Аббас ас-Саффах    | 750—754          | Во время хорасанских волнений против Омейядов наладил отношения с Абу Муслимом и провозгласил себя халифом. Умер от оспы через четыре года после восшествия на престол. |
| 2                        | Абу Джафар аль-Мансур    | 754—775          | Подавил очаги сопротивления Омейядов в Ираке, мятеж в Медине (762 г.) и притязания дяди Абдуллы (774 г.). Основатель Багдада. |
| 3                        | Мухаммад аль-Махди       | 775—785          | Осуществил реформу налогообложения. Особое внимание уделял борьбе с зиндиками. Подавил восстание Муканны (776—783 гг.) и мятеж Алидов в Хиджазе (785 г.). |
| 4                        | Муса аль-Хади            | 785—786          | Добровольно признал власть своего брата Харуна ар-Рашида, однако был отравлен собственной матерью. |
| 5                        | Харун ар-Рашид           | 786—809, 785—786 | Первый период правления Харуна ар-Рашида ознаменовался экономическим и культурным расцветом. Стало развиваться сельское хозяйство, ремёсла, торговля и культура. Он основал в Багдаде университет и библиотеку. Во время правления Харуна ар-Рашида произошли антиправительственные восстания в Дейлеме, Сирии и других областях халифата. |
| 6                        | Мухаммад аль-Амин        | 809—813          | Аль-Амин пренебрегал государственными делами, предавался развлечениям, за что не пользовался популярностью в народе. Ввязался в конфликт с братом аль-Мамуном из-за престолонаследия (Четвёртая фитна). После осады Багдада войсками аль-Мамуна аль-Амин бежал, но был схвачен и казнён. |
| 7                        | Абдуллах аль-Мамун       | 813—833, 809—813 | Привлёк к управлению государством учёных и основал в Багдаде Дом Мудрости (Бейт аль-хикма). Симпатизировал мутазилитам и в 827 году официально признал сотворённость Корана. В 831 году аль-Мамун предпринял безуспешную попытку найти сокровища в Пирамиде Хеопса. |
| 8                        | Ибрахим ибн аль-Махди    | 817—819          | В 817 г. жители Багдада подняли восстание против халифа аль-Мамуна и провозгласили халифом Ибрахима ибн аль-Махди. В 819 после нескольких месяцев осады аль-Мамун овладел Багдадом, а Ибрахим ибн аль-Махди бежал. |
| 9                        | Мухаммад аль-Мутасим     | 833—842          | Прекратил кампанию против византийцев и вернулся в Багдад. Осенью 835 года аль-Мутасим перенёс столицу халифата из Багдада в Самарру. Подавил восстание Бабека в Азербайджане. |
| 10                       | Харун аль-Васик          | 842—847          | Во время его правления активизировалась михна. В Багдаде, Самарре и Басре наибольшее влияние среди придворных теологов приобрели мутазилиты. Умер от болезни. |
| 11                       | Джафар аль-Мутаваккиль   | 847—861          | Стремился укрепить авторитет халифской власти, опираясь на консервативную часть исламского общества. Приложил много усилий при строительстве Самарры. Потеснил мутазилитов и прекратил михну. В 851 г. приказал сровнять с землёй мавзолей имама Хусейна ибн Али в г. Кербела. Во время его правления ускорился процесс ослабления халифата. Был убит своими же телохранителями в Самарре. |
| Упадок                   |                          |                  | |
| 12                       | Мухаммад аль-Мунтасир    | 861—862          | Придя к власти, халиф аль-Мунтасир обвинил в убийстве и казнил визиря своего отца Аль-Фатха ибн Хакана. Он хорошо относился к Алидам и при нём был отменён запрет на посещение могилы Хусейна ибн Али в Кербеле. Он умер от боли в горле и возможно был отравлен. |
| 13                       | Ахмад аль-Мустаин        | 862—866          | Ахмад аль-Мустаин был избран тюркскими командирами, которые имели фактическую власть в халифате. При нём вспыхнули восстания Алидов в Табаристане, Рее и других областях халифата. |
| 14                       | Зубайр аль-Мутазз        | 866—869          | Захватил власть в результате гражданской войны против аль-Мустаина. Во времена его правления в стране нарастал кризис: оплата, которую требовали тюрки, североафриканцы и другие солдаты, составляла двухлетнему доходу от налогов со всего халифата. Все провинции оказались захвачены узурпаторами или местными командирами. |
| 15                       | Мухаммад аль-Мухтади     | 869—870          | Аль-Мухтади резко сократил расходы на двор. В конце 869 года разгорелся конфликт между тюркскими командирами Мусой и Салихом. |
| 16                       | Ахмад аль-Мутамид        | 870—892          | Разделил государство на западную и восточную части. Эмиром западной части назначил своего сына — Джафара, а восточной своего брата — аль-Муваффака, который стал фактическим правителем халифата. |
| 17                       | Абдуллах аль-Мутадид     | 892—902          | Аль-Мутадид был храбрым и энергичным правителем. Он подавил хариджитов в Месопотамии и вернул Египет под власть халифата. |
| 18                       | Али аль-Муктафи          | 902—908          | Аль-Муктафи считается последним из успешных багдадских халифов. Он сумел укрепиться на троне и вернуть под власть халифата Египет, однако именно при нём стали усиливаться карматы. |
| 19                       | Джафар аль-Муктадир      | 908—929, 929—932 | Аль-Муктадир был слабым правителем, предпочитавшим проводить время в пирушках и гаремных утехах, при нём Арабский халифат перешёл к постоянному упадку, уже более не сменявшемуся подъёмами. При этом была потеряна Северная Африка, отпали Египет и Мосул, бушевали карматы. |
| 20                       | Абдаллах ибн аль-Мутазз  | 908              | В 902 году Абдаллах ибн аль-Мутазз покинул двор, но в смутное время, наступившее после смерти аль-Муктафи, оказался втянутым в династическую борьбу и на один день (17 декабря 908 года) захватил халифский престол. Однако уже на следующий день был свергнут придворной гвардией во главе с собственным племянником и через несколько дней казнён. |
| 21                       | Мухаммад аль-Кахир       | 929, 932—934     | После убийства аль-Муктадира в 932 году заговорщики, опасаясь мести со стороны сына покойного, предпочли возвести на трон Аль-Кахира. Он тут же развернул такую кампанию террора. Вскоре организовался новый заговор и халиф был схвачен заговорщиками. Так как он отказался добровольно отречься от престола, то его ослепили и бросили в тюрьму на 11 лет. |
| 22                       | Ахмад ар-Ради            | 934—940          | Реальной властью в халифате обладал визирь Ибн Раик. Ар-Ради считается последним «настоящим» халифом, который реально выполнял все положенные халифу религиозные обязанности. Однако в целом халифат при нём продолжал уходить в упадок: отпали Северная Африка с частью Сирии и Месопотамии, в Аравии власть взяли в свои руки карматы и местные вожди. |
| 23                       | Ибрахим аль-Муттаки      | 940—944          | В государственных делах аль-Муттаки целиком зависел от командования армии и не мог на них существенно влиять. В период его правления византийцы дошли до Нисибина. Произошло восстание в Васите. |
| 24                       | Абдуллах аль-Мустакфи    | 944—946          | В период его правления на Багдад напали войска Буида Ахмада ибн Бувайха. Аль-Мустакфи приблизил к себе Буидов и те, увеличив своё влияние, вскоре установили контроль над казной. В 976 г. Ахмад ибн Бувайх заподозрил халифа в заговоре против него и двинул свою гвардию на дворец. В результате халиф был ослеплён и низложен. Продолжилось вторжения византийцев и русов. |
| Под властью Буидов       |                          |                  | |
| 25                       | Абуль-Касим аль-Мути     | 946—974          | Халифу аль-Мути пришлось содержать себя за счёт доходов с некоторых оставленных ему имений, которых едва хватало на то, чтобы оградить себя от нужды. В 974 г. его разбил паралич и он отрёкся от престола в пользу сына ат-Таи. |
| 26                       | Абу Бакр ат-Таи          | 974—991          | Подобно своему отцу, ат-Таи влачил более чем ничтожное существование и иногда был лишён самого необходимого. Он переносил презрение и полное непонимание со стороны шиитских султанов. В 991 г. ат-Таи Буиды сместили его и передали Халифат сыну аль-Муттаки, аль-Кадиру. |
| 27                       | Аль-Кадир                | 991—1031         | Аль-Кадир был добрым, религиозным, милосердным и богобоязненный человеком. Женившись на дочери султана Баха ад-даулы, он сумел в какой-то мере возвратить утерянный блеск аббасидскому халифату. |
| 28                       | Аль-Каим                 | 1031—1075        | При аль-Каиме Ирак был завоёван турками-сельджуками. Поскольку сельджуки были суннитами, положение халифов сразу значительно улучшилось. Правда, светской властью сельджукские султаны делиться не собирались. В 1058 г. правитель сельджукской державы Тогрыл I получил от аль-Каима инвеституру на титул султана. Сельджуки предоставили халифам средства на довольно представительную жизнь. |
| Под властью Сельджукидов |                          |                  | |
| 29                       | Абдуллах аль-Муктади     | 1075—1094        | В 1087 г. аль-Муктади женился на дочери сельджукского султана Маликшаха, которая умерла через два года. В 1092 г. Маликшах прибыл в Багдад, попытался низложить халифа и выслать его из города. Однако, Маликшах тяжело заболел и умер, так и не успев выполнить своё намерение. В период правления халифа аль-Муктади сельджуки восстановили контроль над Антиохией, который ранее Византия отбила у мусульман. Завоевания в Индии позволили установить контроль над новыми территориями. |
| 30                       | Ахмад аль-Мустазхир      | 1094—1118        | Аль-Мустазхир был добродетельным человеком, образованным, милосердным справедливым человеком. Он писал стихи и выслушивал жалобы своих подданных. При нём в Багдаде царило благополучие, но в восточных областях мусульманского мира начались первые Крестовые походы. |
| 31                       | Абу Мансур аль-Мустаршид | 1118—1135        | В 1125 г. между халифом аль-Мустаршидом и сельджукским султаном Масудом произошли военные столкновения, в результате чего аль-Мустаршид Биллах потерпел поражение, был пленён и выслан в одну из крепостей Хамадана. Дядя Масуда, султан Санджар, попросил его освободить аль-Мустаршида и публично извиниться. Масуд согласился выполнить просьбу дяди и тогда султан Санджар послал к халифу своих представителей и солдат для того, чтобы те сообщили ему о примирении. Среди солдата была группа ассасинов-батинитов, которая проникла в шатёр халифа. Когда охрана узнала об этом халиф и несколько его приближённых были убиты, но солдатам удалось перебить всех убийц. |
| 32                       | Абу Джафар ар-Рашид      | 1135—1136        | После вступления на престол, сельджукский султан Масуд потребовал с молодого халифа 400 тысяч динаров, которые его отец обязался выплатить ему в период пленения. Халиф ар-Рашид отказался выплатить эту сумму и обратился за помощью к эмиру Мосула Имадуддину Занги. В это время в Багдад приехал Сельджукид Дауд и ар-Рашид объявил его султаном. В результате отношения между Масудом и халифом ещё более ухудшились и Масуд с большой армией вошёл в Багдад. Самому халифу пришлось бежать вместе с Имадуддином Занги в Мосул. |
| 33                       | Мухаммад аль-Муктафи     | 1136—1160        | Он пришёл к власти в возрасте 41 года, в результате низложения сельджукский султаном Масудом своего племянника ар-Рашида Биллаха. Его женой была сестра султана Масуда. В 1139 г (542 г. х.) халиф аль-Муктафи Лиамриллах объявил своим наследником своего сына Юсуфа аль-Мустанджида. В 1146 г. (549 г. х.) был убит фатимидский халиф аз-Захир Биллах. Халиф аль-Муктафи призвал Hуруддина Занги воспользоваться этим и совершить поход на Фатимидов, окончательно низложив эту династию. Однако в тот период Hуруддин Занги был занят войной с крестоносцами и Византией. Установив контроль над Дамаском, Занги превратил своё государство в могущественную силу.          |
| 34                       | Юсуф аль-Мустанджид      | 1160—1170        | Халиф аль-Мустанджид был добродетельным, справедливым и образованным человеком. Он писал стихи и изучал науки, в том числе астрономию. Во времена его правления были значительно уменьшены налоги и таможенные пошлины. В Сирии и Египте шли ожесточённые войны между крестоносцами и мусульманами. В связи с упадок государства Фатимидов, мусульманскими армиями командовал только атабек Hуруддин Занги. |
| 35                       | Аль-Мустади              | 1170—1180        | Не обладал достаточной военной силой, чтобы реально править государством. Сохранял формальные полномочия халифа. Аль-Мустади снизил налоги, построил множество мечетей и школ. |
| Могущество               |                          |                  | |
| 36                       | Ахмад ан-Насир           | 1180—1225        | Вёл борьбу с сельджуками и хорезмшахами. |
| 37                       | Аз-Захир                 | 1225—1226        | Во время правления аз-Захира он снизил налоги и создал сильную армию. |
| 38                       | Аль-Мустансир            | 1226—1242        | Построил в Багдаде Медресе Мустансирия. Отбил атаку монголов на Багдад, а в последующем был занят усилением армии и укреплением фортификаций столицы халифата. |
| 39                       | Аль-Мустасим             | 1242—1258        | Во время похода Хулагу на Халифат аль-Мустасим ничего не предпринял, а лишь посылал монголам угрозы и оскорбления. В 1258 году Багдад был взят монголами, а Аль-Мустасим — казнён. |

##### Аббасидская революция

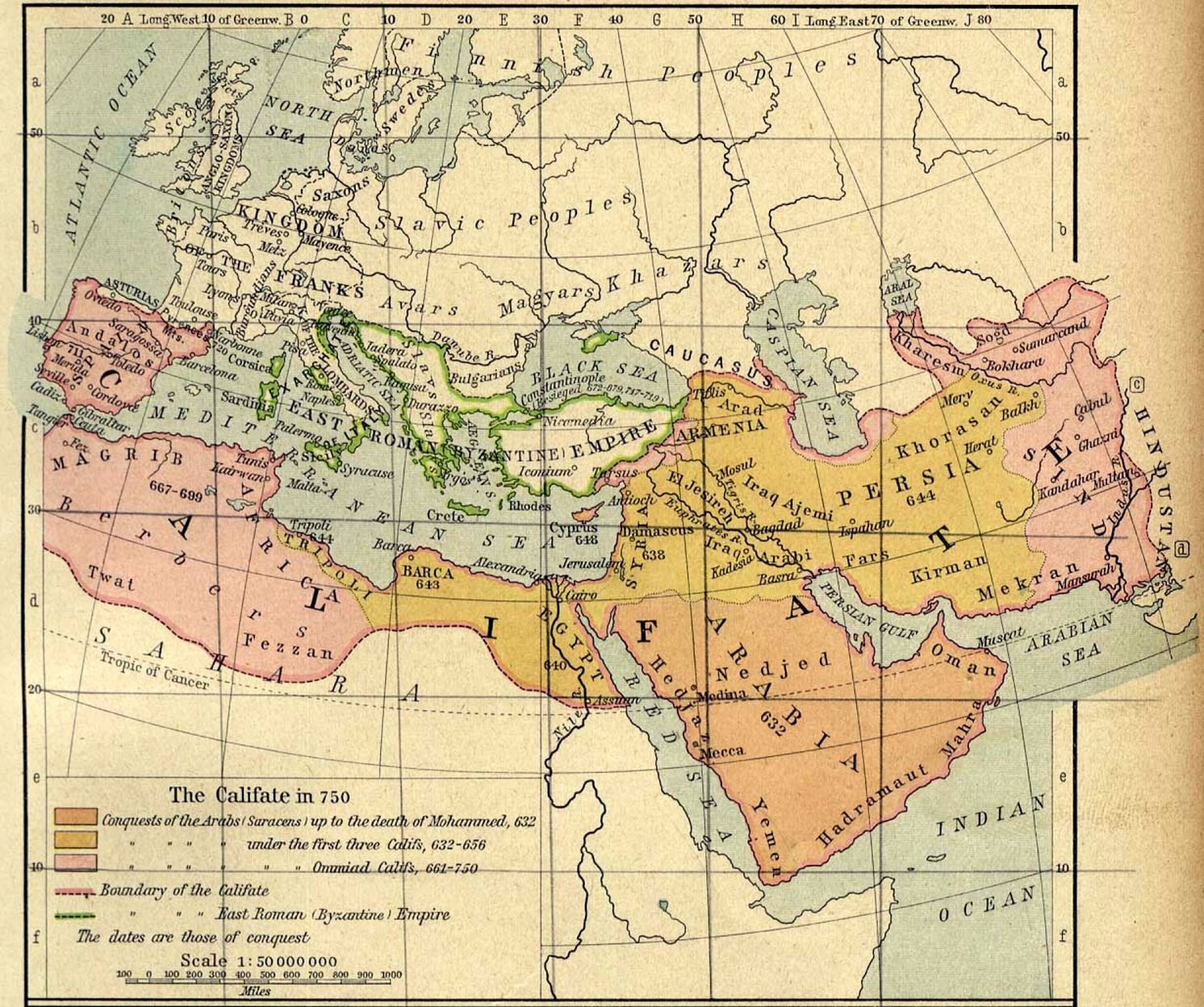
Территория в 750 г.

С этого времени Аббасиды начали тайно готовиться к свержению Омейядов, повсюду рассылая своих агентов. Подлинным центром антиомейядского движения была Эль-Куфа, однако особенно благоприятную почву для своей пропаганды Аббасиды нашли в Хорасане и Мавераннахре среди тамошних шиитов. В 743 г. Мухаммад был схвачен и казнён. Имамат перешёл к его сыну Ибрахиму. При нём в Хорасан отправился талантливый проповедник и способный военачальник Абу Муслим, иранец по происхождению. За короткое время Абу Муслиму удалось создать мощную организацию последователей и привлечь на сторону Аббасидов не только отстранённых к этому времени от власти арабов-кальбитов, но и подавляющую часть принявшего ислам городского населения Ирана. Его поддержали также многие шииты, уверенные в том, что после свержения Омейядов власть перейдёт к потомкам Али.
Успеху Аббасидов способствовала междоусобица Омейядов, разгоревшаяся после смерти халифа Хишама в 743 году. В 747 году в Хорасане началось антиомейядское восстание, которым руководили представители Аббасидов — Ибрахим ибн Мухаммед, а после его гибели — его брат Абуль-Аббас ас-Саффах. 26 июня 749 года Аббасиды одержали победу при Нехавенде. 28 ноября того же года в соборной мечети Куфы Абу-л-Аббас привёл к присяге своих новых подданных.
Последний омейядский халиф Марван II ещё полгода правил западной частью халифата, затем бежал в Египет, где в 750 году был убит. Аббасиды почти поголовно истребили Омейядов, а также уничтожили своих недавних сторонников по антиомейядскому движению — Абу Саламу (750) и Абу Муслима (755).
К 751 году арабы завоевали Иран, Ирак, Сирию, Палестину. Несмотря на сопротивление Западно-Тюркского каганата, им удалось захватить его южную часть и включить в состав халифата. С проникновением арабов в регионе постепенно начал распространяться ислам. В июле 751 года произошла Таласская битва между войсками Аббасидского халифата и карлуков с одной стороны, и армией танского Китая за контроль над Средней Азией. Результатом битвы стала победа Аббасидов с карлуками, что положило начало распространению ислама в Мавераннахре и Центральной Азии, а также арабскому влиянию на участках Великого шёлкового пути в регионе.

##### Расцвет (752—775)
Первым изменением, которое сделали Аббасиды под руководством аль-Мансура, было перемещение столицы империи из Дамаска в недавно основанный город Багдад в Ираке, поближе к их персидской базе поддержки мавали, которая удовлетворяла их требование о меньшем арабском доминировании в империи. Багдад был основан на реке Тигр в 762 году. Кроме того, была учреждена новая должность визиря для делегирования центральной власти, а ещё большие полномочия были переданы местным эмирам.
Это в конечном счёте означало, что многие халифы Аббасидов были низведены до более церемониальной роли, чем при Омейядах, поскольку визири стали оказывать большее влияние, а роль старой арабской аристократии постепенно заменялась персидской бюрократией. Во времена аль-Мансура контроль над аль-Андалусом был потерян, а шииты восстали и потерпели поражение год спустя в битве при Бахамре.
Аббасиды сильно зависели от поддержки персов в их свержении Омейядов. Преемник Абу аль-Аббаса аль-Мансур приветствовал мусульман неарабов при своём дворе. Хотя это помогло объединить арабскую и персидскую культуры, оно оттолкнуло многих их арабских сторонников, особенно Хорасанских арабов, которые поддерживали их в их битвах против Омейядов. Эти трещины в их поддержке привели к немедленным проблемам. Омейяды, находясь вне власти, не были уничтожены. Абд ар-Рахман I, единственный оставшийся в живых член королевской семьи Омейядов, которая была почти полностью уничтожена, в конце концов отправился в Испанию, в город Ко́рдову, где в 756 году утвердился в качестве эмира независимого Кордовского эмирата. В 929 году Абд ар-Рахман III принял титул халифа, основав Кордовский халифат в качестве соперника Багдаду как законной столице Исламской империи.
В 756 году халиф Аббасидов аль-Мансур послал более 4000 арабских наёмников для оказания помощи династии Тан в восстании Ань Ши против Ань Лушаня. Аббасиды, или «чёрные флаги», как их обычно называли, были известны в хрониках династии Тан как «Тази в чёрном одеянии» (кит. трад. 黑衣大食, пиньинь hēiyī Dàshi) («Тази» — заимствование из перс. عرب‎ tāzī— «араб»). Аль-Рашид направил посольства к династии Тан и установил с ней хорошие отношения. После войны, эти посольства остались в Китае с халифом Харуном аль-Рашидом, заключившим союз с Китаем. Несколько посольств аббасидских халифов к китайскому двору были записаны в анналах Тан, наиболее важными из которых были посольства Абуля-Аббаса аль-Саффаха, первого аббасидского халифа, его преемника Абу Джафара и Харуна аль-Рашида.
В последней половине VIII века аббасидскому руководству пришлось немало потрудиться под руководством нескольких компетентных халифов и их визирей, чтобы преодолеть политические трудности, вызванные разветвлённой природой империи и ограниченными коммуникациями по всей её территории, а также провести административные изменения, необходимые для поддержания порядка. Именно в этот ранний период династии, в частности во время правления аль-Мансура, Харуна аль-Рашида и аль-Мамуна, была создана репутация и власть династии.

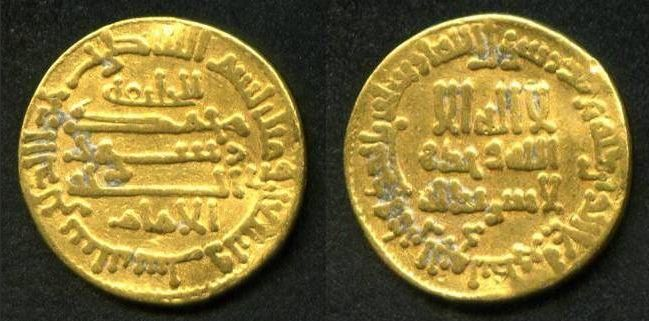
Динар аль-Мамуна

Аль-Махди возобновил борьбу с византийцами, а его сыновья продолжали конфликт до тех пор, пока императрица Ирина не попросила мира. После нескольких лет мира император Никифор I нарушил договор, а затем отразил многочисленные вторжения в течение первого десятилетия IX века. Эти атаки продвинулись в горы Тавра, кульминацией которых стала победа в битве при Красосе и массированное вторжение 806 года, возглавляемое самим Рашидом.
Флот Рашида также оказался успешным, захватив Кипр. Рашид решил сосредоточиться на восстании Рафи ибн аль-Лайта в Хорасане и умер там же. В то время как Византия боролась с правлением Аббасидов в Сирии и Анатолии, военные действия были минимальными, поскольку халифат сосредоточился на внутренних делах, его правители проявляли большую автономию и использовали свою растущую власть, чтобы сделать свои позиции наследственными.
В то же время Аббасиды сталкивались с проблемами ближе к дому. Харун аль-Рашид набросился на Бармакидов, персидский род, роль которых в управлении государством значительно возросла, и убил их большую часть. В тот же период несколько фракций начали либо покидать империю для других земель, либо брать под свой контроль отдалённые части империи, удалённые от Аббасидов. Правление аль-Рашида и его сыновей считалось вершиной правления Аббасидов.

##### Упадок

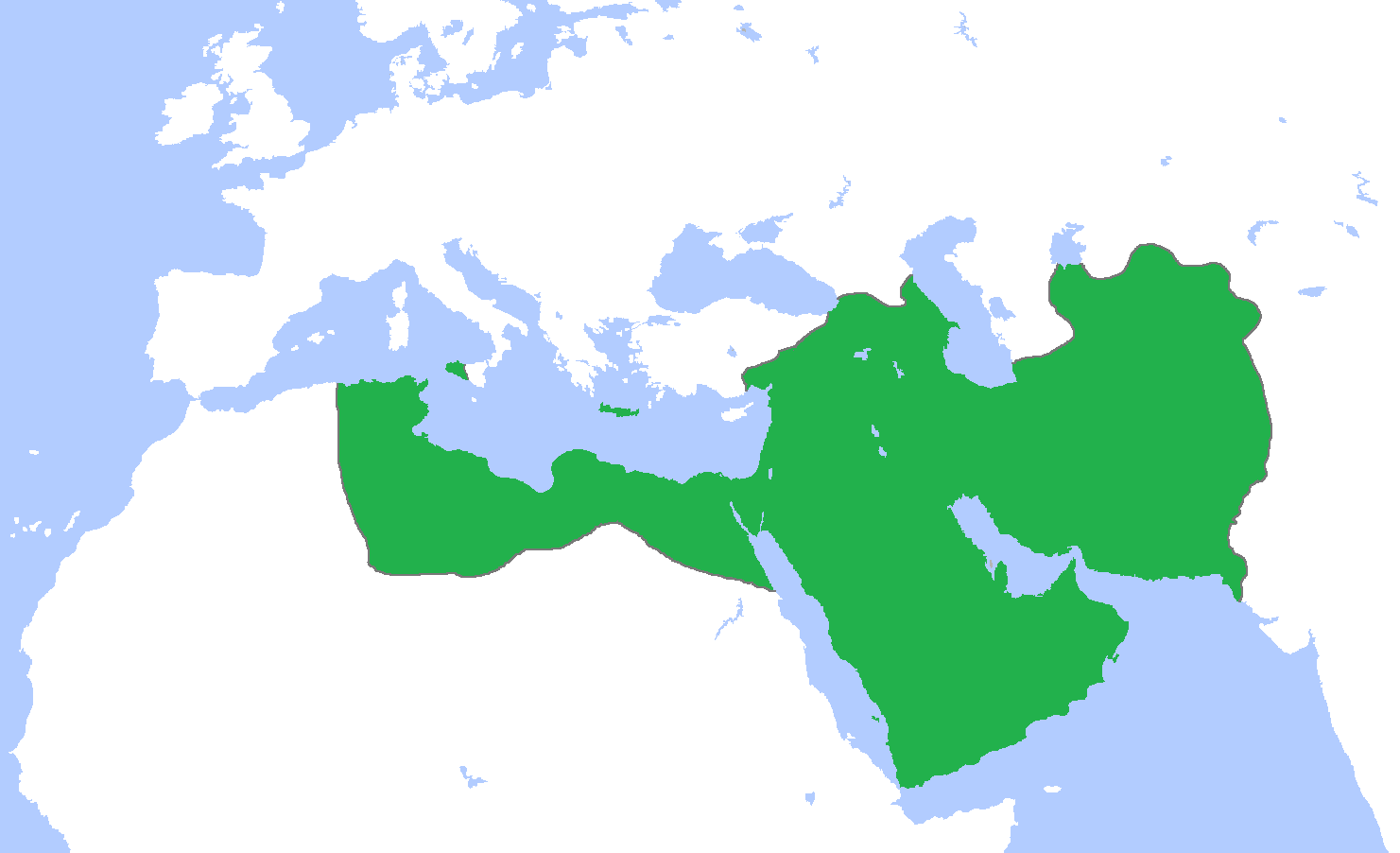
Территория Аббасидского халифата (850)

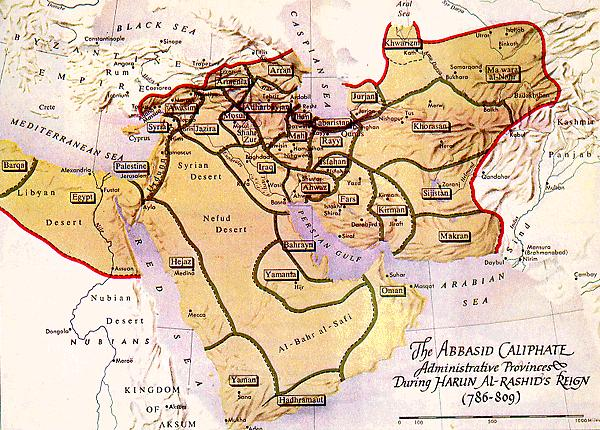
Халифат при Харун ар-Рашиде (786—809)

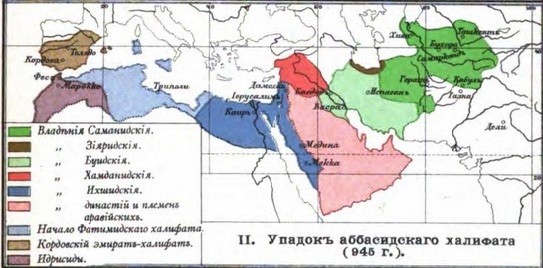
Карта Аббасидского халифата в 946 году. Автор — А. Е. Крымский

После смерти Рашида империя была расколота гражданской войной между халифом аль-Амином и его братом аль-Мамуном, который пользовался поддержкой Хорасана. Эта война закончилась двухлетней осадой Багдада и смертью аль-Амина в 813 году. Аль-Мамун правил в течение 20 лет относительного спокойствия, перемежавшегося с восстанием, поддержанным византийцами в Азербайджане Хуррамитами. Аль-Мамун также был ответственен за создание автономного Хорасана и продолжающееся отражение византийских набегов.
Аль-Мутасим пришёл к власти в 833 году, и его правление ознаменовало конец сильных халифов. Он укрепил свою личную армию тюркскими наёмниками и быстро возобновил войну с византийцами. Его военные походы были в целом успешными, завершившись громкой победой в разграблении Амория. Его попытка захватить Константинополь провалилась, когда его флот был уничтожен штормом. Византийцы возобновили боевые действия, разграбив Дамиетту в Египте. Аль-Мутаваккиль ответил тем, что снова послал свои войска в Анатолию, грабя и мародёрствуя, пока они не были окончательно уничтожены в 863 году.

Распад единого Арабского халифата, начавшийся ещё при последних Омейядах, при Аббасидах продолжился.
Назначенный в 755 году губернатором аль-Андалуса один из немногих выживших омейадов Абд ар-Рахман отложился и создал Кордовский эмират в следующем же 756 году. В 777 году от халифата отложился Магриб, где имам ибадитов Абд ар-Рахман ибн Рустам основал государство Рустамидов. В период 784—789 годов Идрис ибн Абдуллах установил власть над берберскими племенами западной Ифрикии, основав на её месте одноимённый шиитский эмират. К 800 году представители рода Аглабидов установили свою власть над восточной частью Ифрикии, признавая власть Багдада лишь формально.
Таким образом, за первые полвека правления Аббасидов (до конца правления Харуна ар-Рашида) от Халифата отложилась вся западная (до Египта включительно) часть.
Во внутренней борьбе за власть потомки ар-Рашида развязали Четвёртую фитну; победителем из неё вышел аль-Мамун, активно поддерживаемый иранскими аристократами и тюркскими наёмниками. Родовые арабские аристократы после Четвёртой фитны оказались отодвинуты от управления, что вызывало растущее недовольство с их стороны и, как следствие, всё большую опору потомков аль-Мамуна на иранскую аристократию и тюркских наёмников. Однако уже аль-Мутасим не чувствовал себя в безопасности в Багдаде и потому перенёс столицу в специально для этой цели отстроенную Самарру. Так же именно аль-Мутасим настолько не доверял регулярным войскам и наёмникам, что впервые в истории халифата сформировал корпус лично ему подчинённых воинов — гулямов.
Назначение отличившихся иранских аристократов наместниками провинций привело к тому, что восточные провинции Халифата фактически оказались феодами потомков Тахира ибн Хусейна, что позволяет говорить о формировании в 820-х г. н. э. государства Тахиридов. Усиление роли тюркских наёмников привело к полной зависимости халифов от них, формированию корпуса гулямов и неприязни со стороны регулярных войск, что в 860-х вылилось в анархию в Самарре и отложению государства Тулунидов. В то время, как Тахириды формально признавали верховенство Аббасидов, Тулуниды вели активные боевые действия против халифов: так, Ахмед ибн Тулун (в 870-х) и его сын Хумаравейх ибн Ахмед (в 880-х) дважды отвоёвывали у Аббасидов Сирию.
В 885 году от Халифата откололась Армения, восстановившая таким образом независимость. Разгоревшееся в начале 900-х годов в государстве Аглабидов движение исмаилитов привело не только к падению государств Ифрикиййи, но и переходу Египта в состав Фатимидского Халифата из Аббасидского. В разгар аббасидско-фатимидской войны, в 945 году, шиитская конфедерация Буидов фактически захватила власть в Ираке, признавая верховенство Аббасидов лишь номинально.

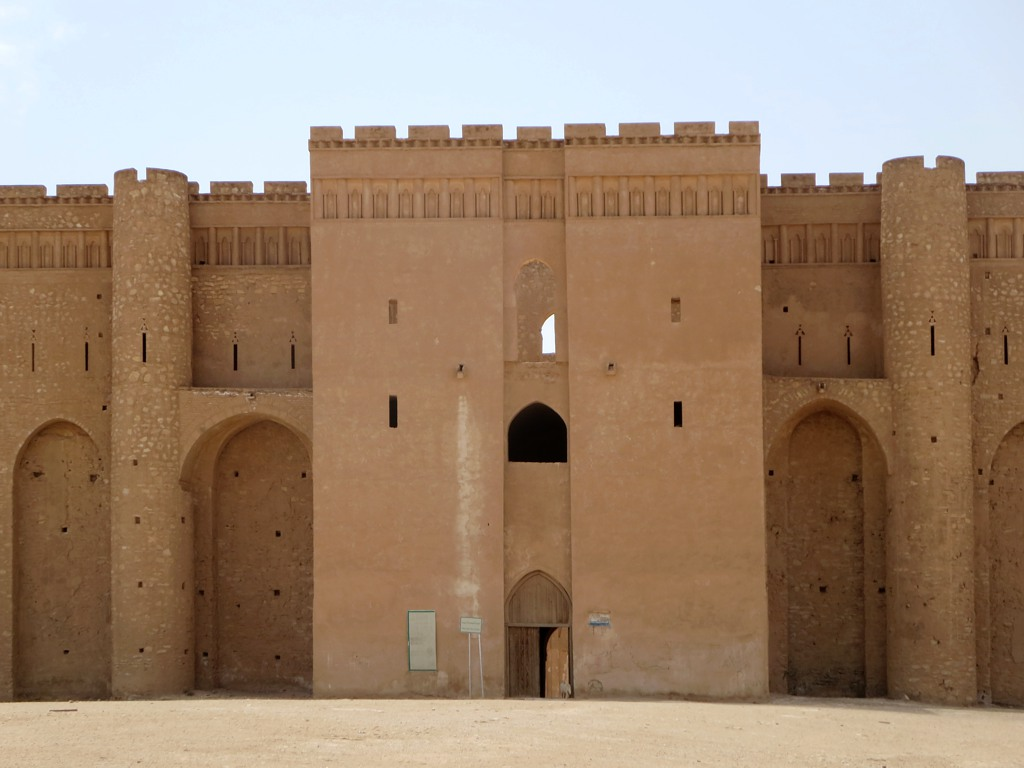
Крепость Ухайдир, построенная в 775 г.

С началом вторжения огузов под предводительством Тогрул-бека Халифат утратил последовательно Хорезм и Иран. В 1055 году Аббасиды сами признали верховенство власти Сельджукидов, сохранив за собой лишь духовный авторитет и номинальную автономию в рамках государства Сельджукидов. После начала Крестовых походов и краха Сельджукской империи в 1127 году под властью Аббасидов осталось лишь ядро Халифата — собственно Багдад и его окрестности. С этого времени Аббасиды пользовались покровительством сначала Зангидов, после 1171 года — Айюбидов, а после 1251 года — правителей Мамлюкского султаната, сохраняя за собой лишь верховенство духовного авторитета. Последний халиф из рода Аббасидов был убит войсками Хулагу в 1258 году при штурме Багдада; выжившие аббасиды переселились в Мамлюкский султанат, где к 1368 году их род пресёкся окончательно.

Династия Аббасидов достигла относительного расцвета при халифах аль-Мансуре (Абу Джафар, Абдаллах аль-Мансур, ок. 707—775), аль-Махди (775—785), Харун ар-Рашиде (786—809), аль-Мамуне (813—833). В правление Аббасидов изменился характер верховной власти — из предводителя мусульманской армии халиф превратился в главу всей мусульманской общины, где вероисповедание значило больше, чем этническая принадлежность. При Аббасидах многие неарабы заняли высокие посты в государстве, началось возрождение и расцвет национальных культур. Из-за усиления феодального гнёта имели место народные восстания, которыми руководили Бабек, Муканна и др.

### Аббасидские халифы в изгнании в гостях у мамлютского султана (1261–1517)
После того, как в 1258 году монголы разрушили Багдад, а халиф аль-Мустасим был казнён, мусульмане-сунниты оказались без авторитетного правителя. В этой связи в 1261 году египетский султан Бейбарс I в торжественной обстановке провозгласил халифом некоего аль-Мустансира. Через несколько дней после возведения его на престол аль-Мустансир II вторгся в Месопотамию, однако в 40 км от Багдада его войско атаковали монголы и халиф был убит. После этого Бейбарс провозгласил халифом аль-Хакима I, который считался дальним потомком багдадского халифа аль-Мустаршида. Потомки аль-Хакима I сохраняли свой пост на протяжении двух с половиной веков, пока в начале XVI века не началось Османское завоевание Египта.
Несмотря на столь высокое звание, титул халифа не давал его обладателю никакой власти. Светская власть принадлежала султану, а халифы ограничивались отправлением придворного и религиозного церемониала. Последний халиф аль-Мутаваккиль III был пленён турками в битве при Дабике, а после смерти Селима I он возвратился в Каир и вплоть до 1543 г. считался халифом. После кончины аль-Мутаваккиля III турки не разрешили избрать его преемника. По некоторым данным, Мутаваккиль передал Салиму I свои права на Халифат.
| №                     | Имяарабское написание                        | Годы жизни правление            | Примечание |
| --------------------- | -------------------------------------------- | ------------------------------- | --- |
| Под властью Бахритов  |                                              |                                 | |
| 1                     | аль-Мустансир Биллах IIالمستنصر بالله الثاني | ?—12611261                      | Первый из халифов, поставленных султаном Бейбарсом.                                                                                                  |
| 2                     | Аль-Хаким Биамриллах Iالحاكم بأمر الله الأول | ?—13021262—1302                 | Второй из халифов, поставленных султаном Бейбарсом. Потомки аль-Хакима I занимали пост халифа вплоть до завоевания Египта Османской империей (1517). |
| 3                     | Аль-Мустакфи Биллах IIالمستكفي بالله الثاني  | 1285—13401302—1340              | |
| 4                     | аль-Васик Биллах I                           | 1340—1341                       | |
| 5                     | Аль-Хаким Биамриллах II                      | 1341—1352                       | |
| 6                     | аль-Мутадид Биллах I                         | 1352—1362                       | |
| 7                     | Аль-Мутаваккиль Алаллах I                    | 1362—1377, 1377—1383, 1389—1406 | |
| 8                     | аль-Мустасим Биллах II                       | 1377—1389                       | |
| 9                     | аль-Васик Биллах II                          | 1386—1387                       | |
| Под властью Бурджитов |                                              |                                 | |
| 10                    | аль-Мустаин Биллах II                        | 1406—1414                       | |
| 11                    | аль-Мутадид Биллах II                        | 1414—1441                       | |
| 12                    | Аль-Мустакфи Биллах III                      | 1441—1451                       | |
| 13                    | аль-Каим Биамриллах II                       | 1451—1455                       | |
| 14                    | аль-Мустанджид Биллах II                     | 1455—1479                       | |
| 15                    | Аль-Мутаваккиль Алаллах II                   | 1479—1497                       | |
| 16                    | Аль-Мустамсик Биллах                         | 1497—1508, 1516—1517            | |
| 17                    | Аль-Мутаваккиль Алаллах III                  | 1508—1516, 1517—1543            | |

В раннюю мамлюкскую эпоху в Египте существовал широкий спектр исламских религиозных течений, а именно суннитский ислам и его основные школы (школы мысли) и различные суфийские ордена, а также небольшие общины мусульман-шиитов Исмаили, особенно в Верхнем Египте. Кроме того, было значительное меньшинство христиан-коптов. При султане Саладине Айюбиды приступили к осуществлению программы возрождения и укрепления суннитского ислама в Египте, чтобы противостоять христианству, которое возрождалось под религиозно благосклонным правлением Фатимидов, и исмаилизму, ветвь ислама государства Фатимидов. При султанах Бахри продвижение суннитского ислама осуществлялось более энергично, чем при Айюбидах. Мамлюки мотивировались в этом отношении личным благочестием или политической целесообразностью, ибо ислам был одновременно ассимилирующим и объединяющим фактором между мамлюками и большинством их подданных; ранние мамлюки были воспитаны как мусульмане-сунниты, и мусульманская вера была единственным аспектом жизни, разделяемым между мамлюкской правящей элитой и её подданными. Хотя прецедент, созданный Айюбидами, оказал большое влияние на принятие суннитского ислама Мамлюкским государством, обстоятельства на мусульманском Ближнем Востоке после нашествия крестоносцев и монголов также оставили мамлюкский Египет в качестве последней крупной исламской державы, способной противостоять крестоносцам и монголам. Таким образом, раннее мамлюкское принятие суннитского ислама также проистекало из стремления к моральному единству в пределах их государства, основанному на представлениях большинства его подданных.

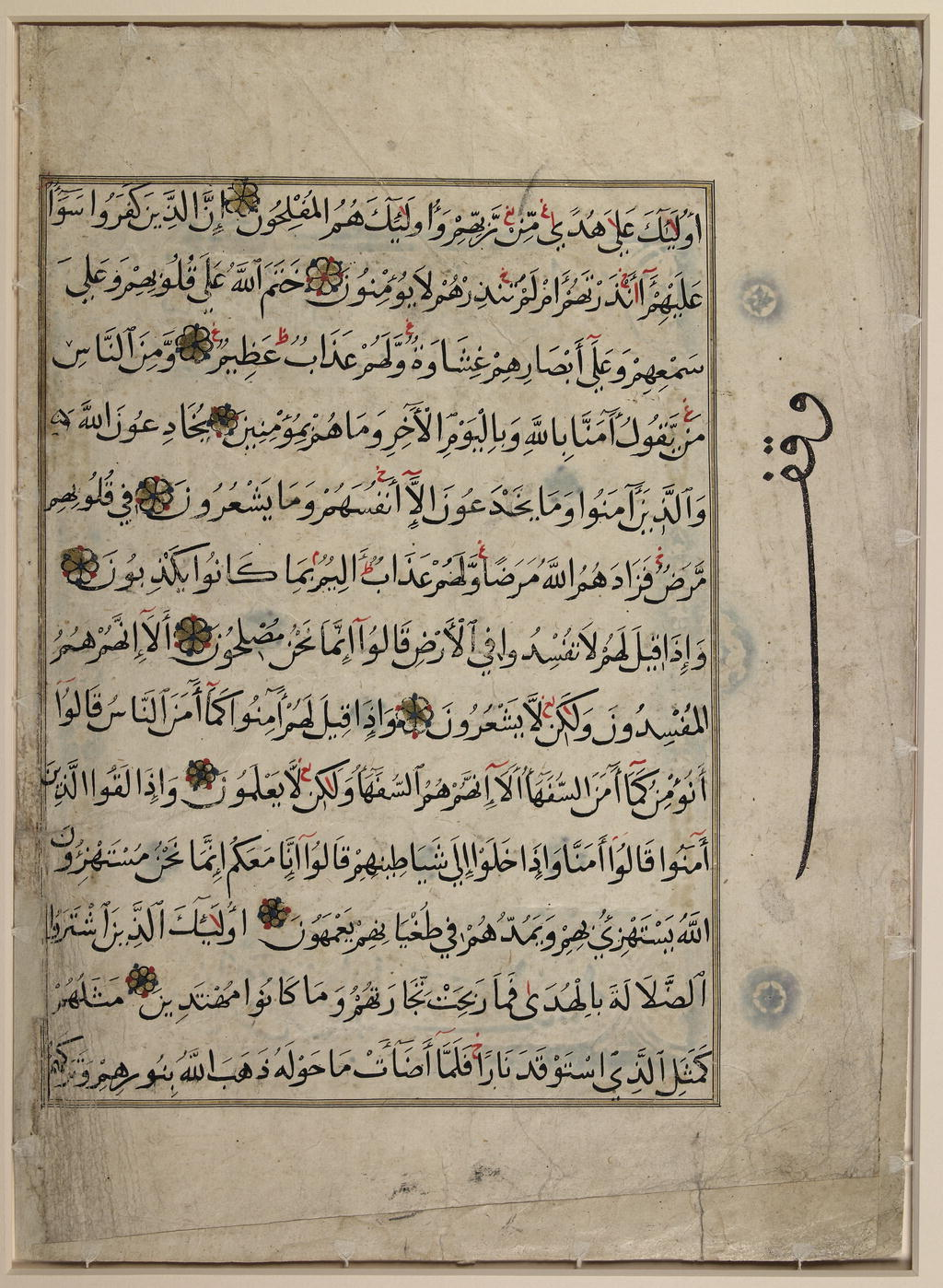
Стихи 5-17 второй главы Корана, озаглавленной Аль-Бакара

Мамлюки стремились культивировать и использовать мусульманских лидеров для того, чтобы направлять религиозные чувства мусульманских подданных султаната таким образом, чтобы это не подрывало авторитет султаната. Подобно своим предшественникам-Айюбидам, Бахрийские султаны проявляли особый фаворитизм по отношению к шафиитскому мазхабу, а также продвигали другие основные суннитские мазхабы, а именно маликитский, ханбалитский и ханафитский. Бейбарс положил конец айюбидской и ранней мамлюкской традиции выбора ученого-шафиита в качестве кади аль-куды (главного судьи) и вместо этого назначил кади аль-куду от каждого из четырёх мазхабов. Это изменение политики, возможно, было частично мотивировано желанием разместить все более разнообразное мусульманское население, компоненты которого иммигрировали в Египет из регионов, где преобладали другие мазхабы. В конечном счете, однако, распространение поста кади аль-куды среди четырёх мазхабов позволило Мамлюкским султанам выступать в качестве покровителей каждого из них и таким образом получить большее влияние на них. Несмотря на изменение политики, шафиитские ученые сохраняли ряд привилегий по сравнению со своими коллегами из других мазхабов.
Мамлюки также приняли различные суфийские ордена, существовавшие в султанате. Суфизм был широко распространен в Египте к XIII веку, и Шазилия была самым популярным суфийским орденом. Шазилия не имела институциональной структуры и была гибкой в своей религиозной мысли, что позволяло ей легко адаптироваться к местным условиям. Она включала в себя суннитское исламское благочестие с его основой в Коране и хадисах, суфийский мистицизм и элементы народной религии, такие как святость, зиярат (посещение) гробниц святых или религиозных лиц, и зикр (призывание Бога). В то время как мамлюки покровительствовали суннитским улемам, назначая их на государственные должности, они покровительствовали суфиям, финансируя Завии (суфийские ложи). На другом конце спектра суннитского религиозного выражения находились учения ханбалийского ученого Ибн Таймии, в которых подчеркивалась моральная строгость, основанная на буквальном толковании Корана и Сунны, и глубокая враждебность к аспектам мистицизма и популярных религиозных нововведений, продвигаемых различными суфийскими орденами. Хотя Ибн Таймия не был типичным представителем суннитской ортодоксии в султанате, он был самым выдающимся мусульманским ученым Мамлюкской эпохи и неоднократно арестовывался мамлюкским правительством за свои религиозные учения, которые все ещё имеют влияние в современном мусульманском мире. Доктрины Ибн Таймии считались еретическими суннитским истеблишментом, которому покровительствовали мамлюки.

### Османский халифат (1517–1924)

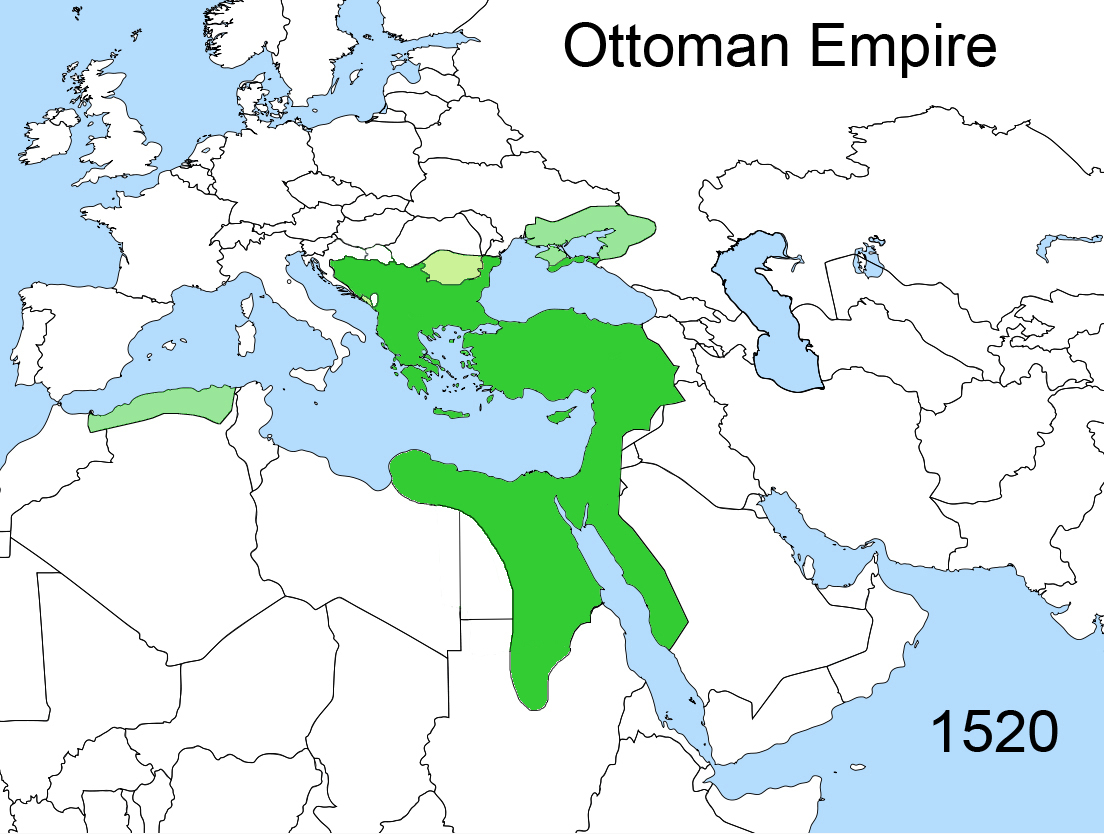
Османская империя в последний год царствования Селима I

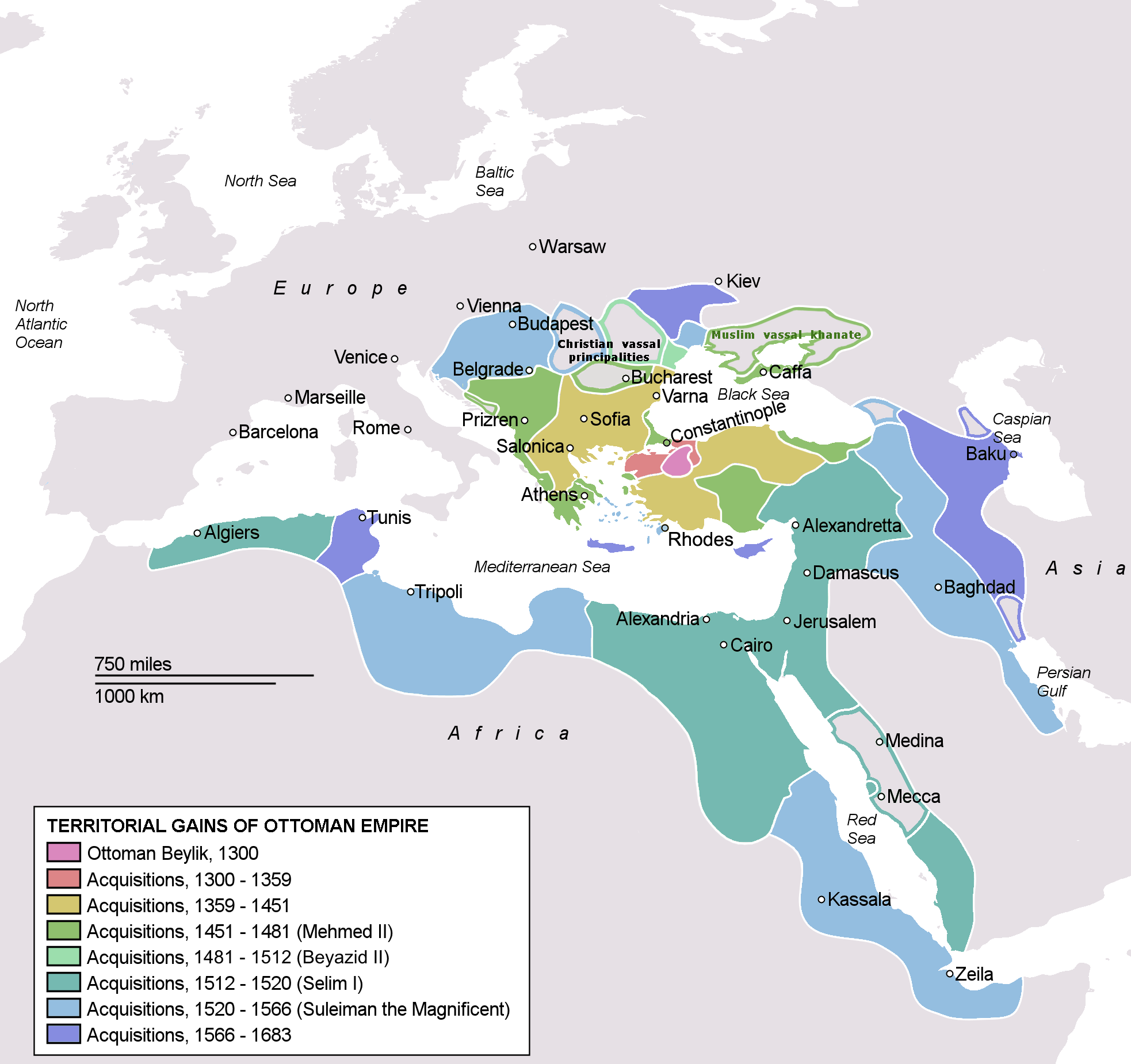
Рост Османской империи 1300–1683

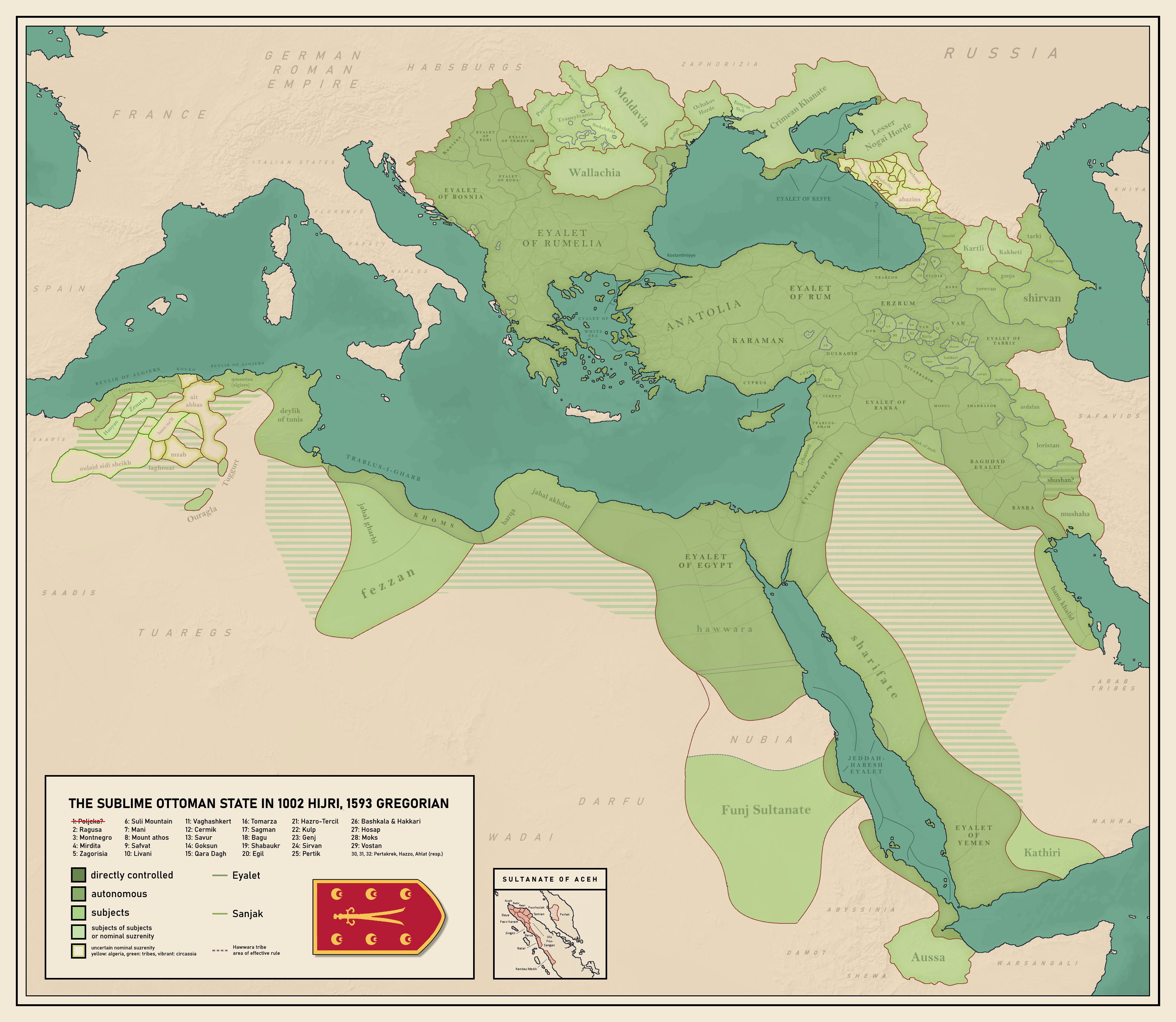
Административно-территориальное деление Османской империи в 1593 году

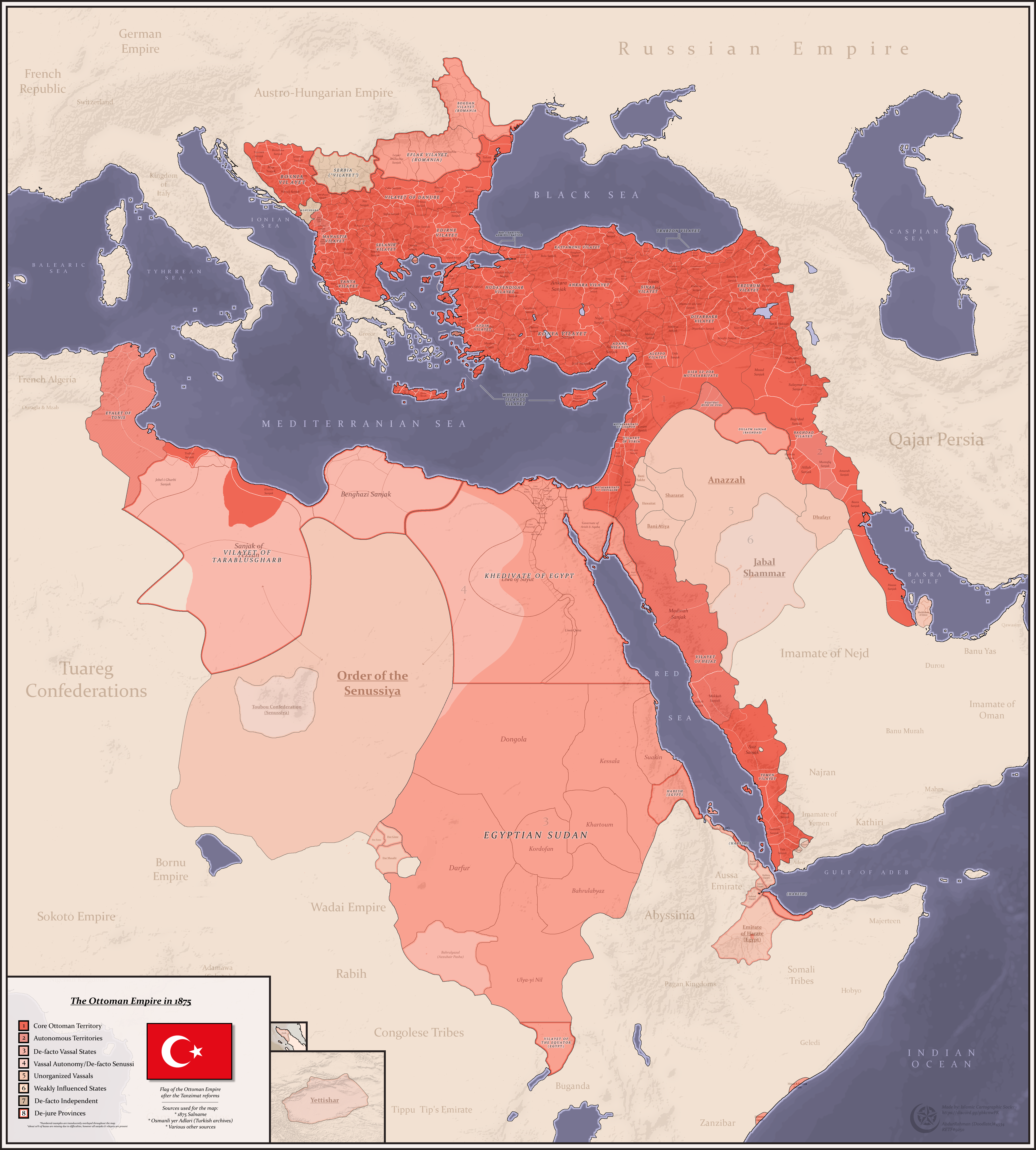
Вилайеты и санджаки Османской империи в 1875 году

В 1517 году султан Селим I разгромил Мамлюкский султанат в войне против мамлюков, в результате которого последний каирский халиф аль-Мутаваккиль вместе с семьёй был отправлен в Стамбул, где он официально передал османскому султану титул халифа, а также его внешние атрибуты — меч и мантию пророка Мухаммеда. Со временем, османскую династию стали рассматривать как фактических лидеров и представителей исламского мира. Из Константинополя султаны возглавляли огромную империю, которая на пике своего могущества охватывала Анатолию, большую часть Ближнего Востока, Северной Африки, Кавказа и простиралась глубоко в Восточную Европу.
Укрепленные Вестфальским миром, положившим конец Тридцатилетней войне, а также благодаря промышленной революции, европейские державы перегруппировались и бросили вызов османскому господству. Во многом из-за плохого руководства, архаичных политических норм и неспособности идти в ногу с технологическим прогрессом в Европе Османская империя не смогла эффективно отреагировать на восстановление Европы и постепенно потеряла свои позиции выдающейся великой державы.
Впервые использование султанами титула халифа в политическом, а не религиозном контексте произошло только в 1774 году, когда османам пришлось противостоять России, которая претендовала на статус покровителя православных христиан, живущих на территории Османской империи, в русско-турецкой войне 1768—1774 годов. Великобритании признает притязания турок на халифат, и даже издадут указ от лица османского султана мусульманам, живущим на территории Британской Индии, подчиняться британскому правительству.
В XIX веке Османская империя приняла первую османскую конституцию, тем самым положив начало модернизационным реформам, получившим название Танзимат. Реформы изменили строй османского государства, значительно увеличив его мощь, несмотря на территориальные потери империи. Несмотря на успехи реформ, империя была в значительной степени неспособна сравниться с военной мощью своего главного соперника — Российской империи, и потерпела несколько поражений в русско-турецких войнах. Таким образом, в руках высшего слоя не аккумулировались большие капиталы, а постоянные войны препятствовали накоплению значительных сумм в государственной казне, что в итоге привели к расстройству финансов империи.
3 июля 1908 года в македонском городе Ресен произошло восстание под руководством майора Ахмеда Ниязи-бея. 6 июля восстание поднял Энвер-паша, а в последующие несколько дней восстало большинство турецких военных частей в Македонии. Их поддержали местные албанцы и македонцы. 23 июля восставшие вошли в Салоники и Битолу. В этих городах были собраны митинги, на которых революционеры в одностороннем порядке провозгласили восстановление конституции 1876 года. В итоге Абдул-Хамид II согласился восстановить конституцию и созвать парламент.
В 1909 году сторонники султана подняли мятеж, восстановив на короткое время его абсолютную власть. В ответ на это младотурки, бежавшие из Стамбула в Салоники, сформировали из верных им частей так называемую армию действия и мятеж был подавлен. 26 апреля столица была взята штурмом. 27 апреля Абдул-Хамид II был низложен, на престол возведён султан Мехмед V. Однако младотурецкое движение со временем теряло свою популярность, а после государственного переворота Энвер-паши 1913 года конституция утратила своё значение.
Османская империя вступила в Первую мировую войну 30 октября 1914 года в составе Центральных держав. Участие в войне охватило множество фронтов, включая Кавказ, Месопотамию, Палестину, Восточную Европу, Балканы и Дарданеллы, где османские войска сражались против сил Антанты, однако внутренние слабости и внешние неудачи привели к подписанию Мудросского перемирия в 1918 году.
Предпосылками к вступлению в войну стали ослабление империи после Итало-турецкой (1911–1912) и Балканских войн (1912–1913), а также приход к власти младотурок, которые провели революцию 1908 года и стремились к модернизации и националистическому возрождению. Союз с Германией, оформленный секретным договором 2 августа 1914 года, был обусловлен поражениями в предыдущих конфликтах и необходимостью внешней поддержки. Начало активных действий ознаменовалось прорывом немецких крейсеров «Гёбен» и «Бреслау» к Константинополю и обстрелом российских портов в Чёрном море, что вынудило Россию, а затем Британию и Францию объявить войну Османской империи.

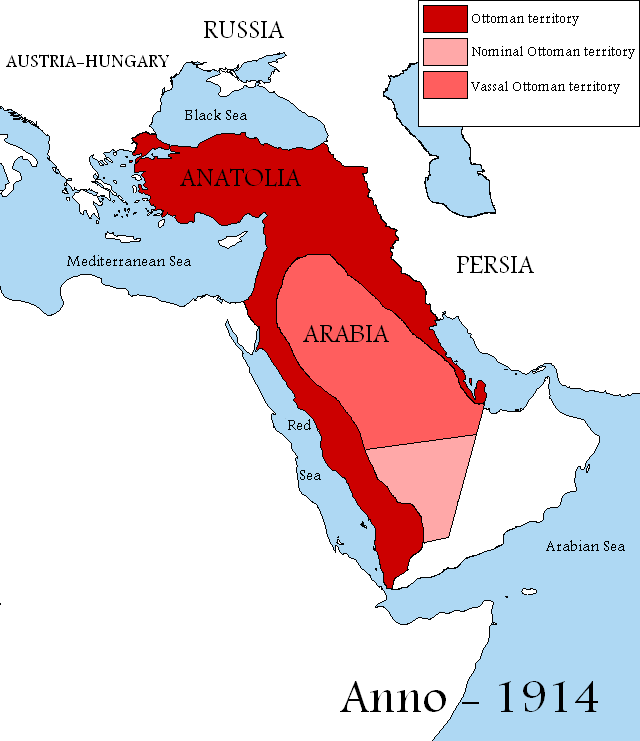
Карта Османской империи 1914 года, в канун Первой мировой войны

На различных театрах военных действий османские войска показали как успехи, так и серьёзные неудачи. На Кавказском фронте ранние поражения, такие как Сарыкамышская операция (1914–1915), сменились временными успехами в 1918 году, включая взятие Баку, но общий итог был негативным. Дарданелльская операция 1915 года стала крупной победой османов, сорвав планы Антанты, тогда как в Месопотамии и Палестине британские войска постепенно вытеснили турок, захватив Багдад (1917) и Иерусалим (1917). Арабское восстание (1916–1918) и действия в Галиции, Румынии и Ливии (Сенусийская кампания) дополнительно истощили силы империи.
Ключевыми факторами поражения стали экономическая отсталость, нехватка ресурсов и людских сил, а также успехи Антанты на других фронтах, особенно на Салоникском, где падение Болгарии в 1918 году отрезало Турцию от союзников. Общие потери Османской империи составили около 771 844 человек безвозвратно, включая убитых, пропавших без вести и умерших от болезней, что подорвало её военный потенциал. Мудросское перемирие 30 октября 1918 года завершило участие империи в войне, приведя к оккупации Константинополя и началу её раздела, что ознаменовало конец многовекового существования Османской империи.
Поражение Турции в Первой Мировой войне было связано не напрямую с поражением ее войск, а с успешными действиями Антанты в Болгарии на Македонском фронте и плачевным состоянием Германии как союзника.
После поражения болгарских войск от англо-франко-российского десанта и сербского ополчения в Битве при Скра-ди-Леген возникла прямая угроза падения Софии, и Болгария заключила  Салоникское перемирие с Антантой. Положение Германии было безнадежно, и также она искала сепаратного мира с Антантой. В этих условиях Турция оказывалась отрезанной от союзников и войска Антанты, включая сербское и греческое ополчение, непосредственно угрожали Стамбулу (Константинополю) в ходе Вардарского наступления. Поиск сепаратного мира Германией делал неизбежным поиск сепаратного мира Турцией. В итоге было заключено Мудросское перемирие, которое привело к оккупации Константинополя и падению Османской империи.
| Имя             | Период            | Династия | Годы правления       | Примечания |
| --------------- | ----------------- | -------- | -------------------- | ---------- |
| Селим I         | Османская империя | Османы   | 1517—1520            |            |
| Сулейман I      | Османская империя | Османы   | 1520—1566            |            |
| Селим II        | Османская империя | Османы   | 1566—1574            |            |
| Мурад III       | Османская империя | Османы   | 1574—1595            |            |
| Мехмед III      | Османская империя | Османы   | 1595—1603            |            |
| Ахмед I         | Османская империя | Османы   | 1603—1617            |            |
| Мустафа I       | Османская империя | Османы   | 1617—1618, 1622—1623 |            |
| Осман II        | Османская империя | Османы   | 1618—1622            |            |
| Мурад IV        | Османская империя | Османы   | 1623—1640            |            |
| Ибрагим I       | Османская империя | Османы   | 1640—1648            |            |
| Мехмед IV       | Османская империя | Османы   | 1648—1687            |            |
| Сулейман II     | Османская империя | Османы   | 1687—1691            |            |
| Ахмед II        | Османская империя | Османы   | 1691—1695            |            |
| Мустафа II      | Османская империя | Османы   | 1695—1703            |            |
| Ахмед III       | Османская империя | Османы   | 1703—1730            |            |
| Махмуд I        | Османская империя | Османы   | 1730—1754            |            |
| Осман III       | Османская империя | Османы   | 1754—1757            |            |
| Мустафа III     | Османская империя | Османы   | 1757—1774            |            |
| Абдул-Хамид I   | Османская империя | Османы   | 1774—1789            |            |
| Селим III       | Османская империя | Османы   | 1789—1807            |            |
| Мустафа IV      | Османская империя | Османы   | 1807—1808            |            |
| Махмуд II       | Османская империя | Османы   | 1808—1839            |            |
| Абдул-Меджид I  | Османская империя | Османы   | 1839—1861            |            |
| Абдул-Азиз      | Османская империя | Османы   | 1861—1876            |            |
| Мурад V         | Османская империя | Османы   | 1876                 |            |
| Абдул-Хамид II  | Османская империя | Османы   | 1876—1909            |            |
| Мехмед V        | Османская империя | Османы   | 1909—1918            |            |
| Мехмед VI       | Османская империя | Османы   | 1918—1922            |            |
| Абдул-Меджид II | Турция            | Османы   | 1922—1924            |            |

### Упразднение халифата (1924)

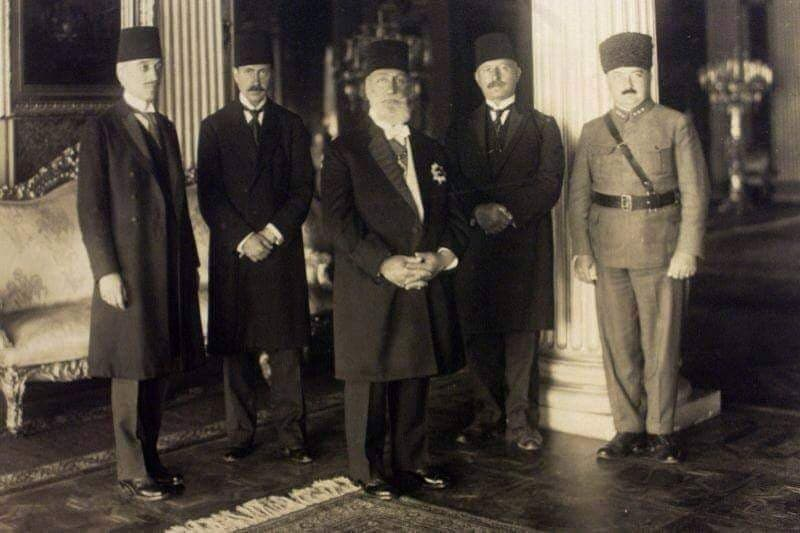
Абдулмеджиду официально сообщают о его низложении с престола в марте 1924 года

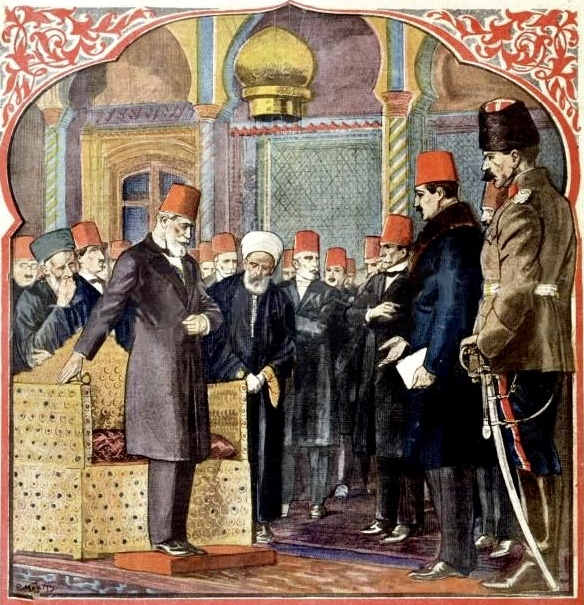
«Упразднение Халифата. Последний халиф». Иллюстрация из выпуска журнала Le Petit Journal от 16 марта 1924 года.

1 ноября 1922 года Великое национальное собрание Турции в Анкаре постановило разделить султанат и халифат и упразднить первый, чтобы положить конец правительству в Стамбуле. Также собрание решило, что османский халифат должен возглавлять член правящей династии, но не тот, кто наследует титул султана, а самый достойный с точки зрения морали. Однако 1 ноября султан Мехмед VI не был лишён титула халифа и 3 ноября ещё присутствовал на пятничной молитве в качестве такового. Наконец, 16 ноября Великое национальное собрание Турции лишило Мехмеда VI титула не только султана, но и халифа, а на следующий день экс-султан покинул страну.
19 (по другим данным — 18) ноября 1922 года Великое национальное собрание Турции избрало двоюродного брата Мехмеда Абдул-Меджида халифом, как наиболее достойного этого титула. 24 ноября в мечети Хырка-и Шериф близ Топкапы Абдул-Меджид принёс присягу на верность халифату. На церемонии присутствовали многие государственные деятели, в том числе представители правительства в Анкаре — Рефет-паша и Ходжа Мюфид-эфенди. Впервые была произнесена молитва на турецком языке вместо арабского. Также в мечети Фатих впервые от имени нового халифа Мюфидом-эфенди была зачитана проповедь на турецком языке. После чего Абдул-Меджид поблагодарил правительство за оказанное ему доверие.
Вскоре Абдул-Меджид столкнулся с некоторыми сложностями: он желал использовать титул халифа — посланника Аллаха, этот же титул как султан и халиф носил и отец Абдул-Меджида; однако Мустафа Кемаль настаивал на присвоении халифу титула халифа правоверных, что подчеркнуло бы разделение султаната и халифата. В это же время, 21-27 декабря 1923 года, проходило собрание халифов, на котором были подтверждены полномочия Абдул-Меджида. Вместе с тем, 3 января Мустафе Кемалю халифами было присвоено звание спасителя халифата. 15 января во время очередного заседания Великое национальное собрание Турции вынесло на обсуждение вопрос о целесообразности сохранения халифата.
29 октября 1923 года Османское государство прекратило своё существование, а на смену ему пришла Турецкая Республика, и необходимость в халифате отпала. Газеты пестрили заголовками о том, что Абдул-Меджид добровольно снимает с себя полномочия халифа, однако сам он хранил молчание. 5 декабря 1923 года газета исламского сообщества Великобритании выпустила публикацию в защиту Абдул-Меджида и халифата в целом. Сторонники халифата оставались и в самой Турции. Несмотря на это, 3 марта 1924 года был издан закон № 431, согласно которому все прямые члены династии Османов изгонялись из страны, а сам институт халифата был упразднен.
Халиф номинально считался верховным религиозным и политическим лидером всех суннитских мусульман по всему миру. В годы, предшествовавшие упразднению, во время Турецкой войны за независимость, неопределённое будущее халифата вызывало сильные реакции в мировом сообществе суннитских мусульман. Возможное упразднение халифата активно оспаривалось индийским движением Халифата, и вызвало оживлённые дебаты в мусульманском мире. Упразднение 1924 года произошло менее чем через 18 месяцев после упразднения османского султаната, до этого султан Османской империи был по должности халифом.
Мустафа Кемаль-паша (Ататюрк) якобы предлагал халифат Ахмеду Шерифу ас-Сенусси при условии его проживания за пределами Турции; Сенусси отказался от предложения и подтвердил поддержку Абдулмеджида. В последующие годы было выдвинуто не менее 13 кандидатов на халифат, но ни один из них не смог получить общую поддержку исламского мира. Среди кандидатов были Абдулмеджид II, его предшественник Мехмед VI, король Хусейн Хиджазский, султан Мулай Юсуф, король Аманулла Афганский, имам Яхья Йеменский и король Фуад I. Безуспешные «халифатские конференции» проводились в Нидерландской Ост-Индии (ныне Индонезия) в 1924 году, в 1926 году в Каире и в 1931 году в Иерусалиме. Шарифский халифат под руководством Хусейна просуществовал несколько лет.

## Названия и столицы халифата до его упразднения  3 марта 1924 года
| Название                                                                           | Столица | Годы        | Территория          | Предшествующие государства | Последующие государства | Халифы (династии)                                                             |
| ---------------------------------------------------------------------------------- | --- | ----------- | ------------------- | --- | --- | ----------------------------------------------------------------------------- |
| Арабский халифат                                                                   | 632—656: Медина 656—661: Эль-Куфа 661—750: Дамаск 750—762: Эль-Куфа 762—836: Багдад 836—892: Самарра 892—1258: Багдад              | 632 — 1258  | Аббасидский халифат | Мединская община Государство Сасанидов Византийская империя Гассаниды Королевство вестготов Кавказская Албания Хорезм Согдиана | Идрисиды Аглабиды Тахириды Тулуниды Мамлюкский султанат | Праведные халифы Омейяды Аббасиды                                             |
| Праведный халифат                                                                  | 632—656: Медина 656—661: Эль-Куфа                                                                                                  | 632—661     |                     | Мединская община Государство Сасанидов Византийская империя                                                                    | Омейядский халифат | Праведные халифы                                                              |
| Омейядский халифат                                                                 | 661—750: Дамаск | 661—750     |                     | Праведный халифат | Аббасидский халифат Кордовский эмират | Омейяды                                                                       |
| Аббасидский халифат                                                                | 750—762: Эль-Куфа 762—836: Багдад 836—892: Самарра 892—945: Багдад                                                                 | 750—945     |                     | Омейядский халифат | Буиды | Аббасиды                                                                      |
| Аббасидские халифы под властью Буидов (Буиды)                                      | Столица и резиденция халифов 945—1055: Багдад                                                                                      | 945—1055    |                     | Аббасидский халифат | Государство Сельджукидов | Шаханшахи аль-азам малик аль-мулук — Буиды. Халифы — Аббасиды                 |
| Аббасидские халифы под властью Сельджукидов (Государство Сельджукидов)             | Столица — 1043—1051:Рей 1051—1118:Исфахан 1118—1194: Хамадан (зап.) 1118—1153: Мерв (вост.) Резиденция халифов — 1055—1124: Багдад | 1055—1124   |                     | Буиды | Аббасидский халифат | «Цари Востока и Запада» — Сельджукиды. Халифы — Аббасиды                      |
| Аббасидский халифат                                                                | 1124—1127: Багдад | 1124-1127   |                     | Государство Сельджукидов | Государство Зангидов | Аббасиды                                                                      |
| Аббасидские халифы под покровительством Зангидов (Государство Зангидов)            | 1127—1174: Багдад | 1127-1174   |                     | Аббасидский халифат | Султанат Айюбидов | Аббасиды                                                                      |
| Аббасидские халифы под покровительством Айюбидов (Султанат Айюбидов)               | 1174—1194: Багдад | 1174-1194   |                     | Государство Зангидов | Аббасидский халифат | Аббасиды                                                                      |
| Аббасидский халифат                                                                | 1194—1258: Багдад | 1194-1258   |                     | Султанат Айюбидов | Государство Хулагуидов | Аббасиды                                                                      |
| Аббасидские халифы в изгнании в гостях у мамлютского султана (Мамлюкский султанат) | Столица и резиденция халифов - 1259—1517: Каир                                                                                     | 1261—1517   |                     | Айюбиды | Османская империя | Мамлюкские султаны — Бахриты, Бурджиты. Халифы — Аббасиды                     |
| Османский халифат                                                                  | 1517—1924: Константинополь | 1517 — 1924 |                     | Мамлюкский султанат | 3 марта 1924 года был окончательно ликвидирован Османский халифат. Упразднение Османского халифата в 1924 году положило конец непрерывной цепочке халифов. Проведенные в Каире и Мекке конференции не смогли определить роль этого института, а тенденция к секуляризации, возникшая в современной Турции, постепенно стала набирать силу и в остальном мусульманском мире. | Османы                                                                        |
| Османская империя                                                                  | 1299—1329: Сёгют 1329—1365: Бурса 1365—1453: Эдирне 1453—1922: Константинополь                                                     | 1517—1922   |                     | Конийский султанат Византийская империя Сербская деспотовина                                                                   | Турция Султанат Египет Хиджаз (королевство) Асир (эмират) Йеменское Мутаваккилийское королевство Арабское королевство Сирия Месопотамия (мандатная территория) Администрация Западной Армении Понт (республика) Британский мандат в Палестине | Османы                                                                        |
| Турция                                                                             | Столица — Анкара Резиденция халифов — Стамбул                                                                                      | 1923—1924   |                     | Османская империя | 3 марта 1924 года был окончательно ликвидирован Османский халифат. Упразднение Османского халифата в 1924 году положило конец непрерывной цепочке халифов. Проведенные в Каире и Мекке конференции не смогли определить роль этого института, а тенденция к секуляризации, возникшая в современной Турции, постепенно стала набирать силу и в остальном мусульманском мире. | Халиф-Абдул-Меджид II. Президент Турецкой республики — Мустафа Кемаль Ататюрк |

## Непризнанные и самопровозглашённые халифаты
Непризнанные и самопровозглашённые халифаты во времена Арабского халифата
| Название             | Столица                                | Годы      | Территория | Предшествующие государства | Последующие государства | Халиф     |
| -------------------- | -------------------------------------- | --------- | ---------- | -------------------------- | ----------------------- | --------- |
| Идрисидский халифат  | 786—828: Тлемсен 828—985: Фес          | 786—985   |            | Аббасидский халифат        | Кордовский халифат      | Идрисиды  |
| Фатимидский халифат  | 909—969: Махдия 969—1171: Каир         | 909—1171  |            | Аббасидский халифат        | Айюбиды Альмохады       | Фатимиды  |
| Кордовский халифат   | Кордова                                | 929—1031  |            | Кордовский эмират          | Тайфа                   | Омейяды   |
| Альмохадcкий халифат | 1145—1147: Севилья 1147—1269: Марракеш | 1121—1269 |            | Фатимидский халифат        | Хафсидский халифат      | Альмохады |
| Хафсидский халифат   | Тунис                                  | 1229—1574 |            | Альмохадcкий халифат       | Османская империя       | Хафсиды   |

Непризнанные и самопровозглашённые халифаты во времена Османского халифата
| Название            | Столица                                                                       | Годы      | Территория | Предшествующие государства | Последующие государства | Халиф                          |
| ------------------- | ----------------------------------------------------------------------------- | --------- | ---------- | -------------------------- | ----------------------- | ------------------------------ |
| Халифат Сокото      | 1804: Гуду 1804—1850: Сокото 1850: Бирнин-Конни 1851—1902: Сокото 1903: Бурми | 1809—1903 |            | Северная Нигерия и Камерун | Протекторат Нигерия     | Халифы Сокото                  |
| Халифат Хамдуллахи  | Хамдуллахи                                                                    | 1818-1862 |            | Бамбара (государство)      | Тиджания Омара ал-Хаджа | Секу Амаду                     |
| Халифат Тиджания    | Сегу                                                                          | 1852-1893 |            | Массина                    | Вассулу                 | Эль-Хадж Омар                  |
| Махдистский халифат | Эль-Обейд                                                                     | 1881—1898 |            | Египетский хедиват         | Англо-Египетский Судан  | Абдуллах ибн Мухаммад ат-Таиша |

Непризнанные и самопровозглашённые халифаты после упразднения Османского халифата в 1924 году
| Название                   | Столица | Годы                                            | Территория                        | Предшествующие государства | Последующие государства | Халиф |
| -------------------------- | --- | ----------------------------------------------- | --------------------------------- | --- | ----------------------- | --- |
| Шарифский халифат (Хиджаз) | Мекка | 1924                                            |                                   | Османская империя | Неджд и Хиджаз          | Хусейн ибн Али аль-Хашими |
| Исламское государство      | Эр-Ракка (29.06.2014 — 16.06.2017) Меядин (16.06.2017 — 14.10.2017) Эль-Каим (14.10.2017 — 26.10.2017) Абу-Кемаль (26.10.2017 — 4.11.2017) Рава (4.11.2017 — 17.11.2017) Хаджин (4.11.2017 — 15.12.2018) Аль-Марашида (15.12.2018 — 07.02.2019) Аль-Багуз Фавкани (07.02.2019 — 23.03.2019) | Активная фаза: 2014—2019 В подполье: 2019—н. в. | Территория Исламского государства | Часть территории Ливана (до 2017), Ливии (до 2016), Сирии (до 2019), Ирака (до 2017), Йемена, Сомали, Нигерии, Афганистана, Мозамбика, Мали, Нигера, Чада, Египта и Пакистана. |                         | Абу Бакр аль-Багдади (2014—2019) Абу Ибрагим аль-Хашеми аль-Кураши (2019—2022) Абу аль-Хасан аль-Хашеми аль-Кураши (2022) Абу аль-Хусейн аль-Хусейни аль-Кураши (2022—2023) Абу Хафс аль-Хашеми аль-Кураши (2023—) |